# Historia del Real Madrid Club de Fútbol

## Historia
Esta sección trata sobre la historia general de la entidad. Para la historia de las diferentes secciones véase Secciones deportivas del Real Madrid Club de Fútbol

### Antecedentes y una confusa fundación

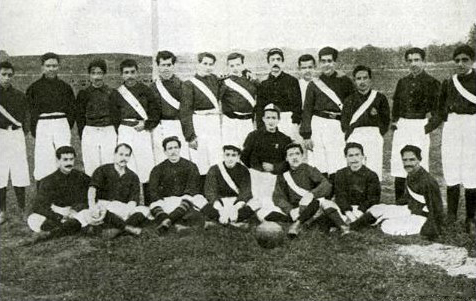
Antecesores del club en el siglo XIX.

Los antecedentes del club se remontan al año 1878, fecha en la que recientes estudios e investigaciones sitúan nuevos orígenes del foot-ball en España en Madrid. El deporte originario de Inglaterra es formalizado bajo una sociedad en mayo del año siguiente cuando se crea el Cricket y Foot-Ball (Club) de Madrid, según recogen tanto la revista «El Campo», como el diario británico «London Standard». Fue en el Real Hipódromo de la Casa de Campo  —cedido para su uso por el monarca Alfonso XII, nombrado ad hoc como presidente de honor— donde comenzaron sus primeras andaduras.
Poco más se sabe de este protoclub, que se supone acabó por disolverse debido al aún incipiente y poco prolífico deporte. Que no naciese ningún otro colectivo dedicado a ese fin fue también otra de las claves para intuir su final. No fue hasta 1890 cuando resurge notablemente el foot-ball en la capital. Por medio de los docentes de la Institución Libre de Enseñanza (ILE), quienes completaron sus instrucciones en Inglaterra, fue implementado en las actividades escolares del centro. Creada en 1876, fue la encargada años después de germinar la semilla de esta actividad física en Madrid, además de propulsarla.
Sin embargo, la escasez de referencias en publicaciones de la época, hacen que se dé un intervalo hasta 1902 en el que los datos son confusos, lo que hace imposible afirmar fehacientemente los registros que se exponen a continuación.
En 1897, un grupo de jóvenes y antiguos integrantes de la ILE fundaron la primera sociedad o club de football de la región dedicada exclusivamente a esta práctica. Al ser la única, la bautizaron simplemente como Sociedad de Foot-ball, y fue legalizada un año después con Luis Bermejillo como presidente. Las insuficientes y poco correctas crónicas de la época hacen dudar de si posteriormente dicha agrupación sería rebautizada con el anglófono nombre de (Sociedad) Sky Foot-ball que daba continuidad al club, o si era un embrión del que surgirían a posteriori varios otros incluido el club madridista. La línea de hechos sigue a continuación.
En cualquier caso, diversas circunstancias provocaron que esta sociedad sufriese una escisión en octubre del año 1900, apenas tres años después de su fundación. Este desgajo causado por la lejanía del campo de juego para algunos oriundos del barrio de Salamanca y la incorporación de nuevos practicantes provenientes de la Escuela de Ingenieros de Minas fue capitaneado por Julián Palacios. El resultado fue la aparición en las publicaciones de una Nueva Sociedad de Foot-ball, —para distinguirse de la primera—. Esta, se duda si fue una evolución de la pionera (Sociedad) Sky Foot-ball, o una derivación nombrada a efecto para desmarcarse como otro club. De nuevo, la existencia de escasas fuentes o escritos de la época nos impiden afirmar con precisión alguno de los devenires. En ambos casos parece que la Sociedad primigenia, en los mismos momentos de su nacimiento, encontró disparidad entre sus integrantes, especialmente por el uniforme que iban a utilizar, resultando según una hipótesis en dos clubes (Nueva Sociedad y Sociedad Sky Foot-ball) que se fusionarían en 1901 para dar origen a la (Sociedad) Madrid Foot-Ball Club, y otra, que acabaría en 1901 con una reestructuración de esta Nueva Sociedad para denominarse (Sociedad) Madrid Foot-Ball Club tras unírsele integrantes de la Sociedad primera. Se puede pues afirmar que en 1901 adopta el nombre que le acompañó ya siempre, sin poder verificar su fundación en ese año o en uno anterior, y concluyó su legalización en 1902 como fecha que figura en sus registros.
Las redacciones y artículos siguen ambas líneas, sin despejar dudas o encontrar datos de correlación en nombres y fechas exactas, y sobre todo si estas seguían una misma rama fundacional. Las discrepancias no obstante sitúan a la Sociedad de Foot-Ball (o Foot-ball Sky) como predecesor del Madrid Foot-Ball Club, y remiten al año 1900, que es cuando se encuentra el nombre del considerado primer presidente del club, Julián Palacios, como primera cabeza de la Nueva Sociedad, y después del Madrid F. C. —fuera o no el mismo club—.

### Oficialidad y primeros encuentros

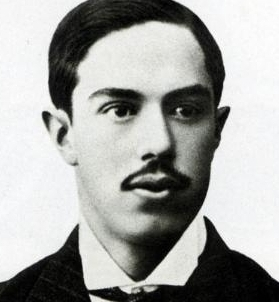
Julián Palacios, presidente desde 1900 que llevó al club a su legalización en 1902.

Debido a la poca extensión del deporte del fútbol en el país, no existían aún recintos propios o debidamente conformados para su práctica, por lo que los entusiastas jugadores se repartían por diferentes descampados y zonas de la ciudad: el primero fue el Solar de Estrada —antiguo campo situado en el cruce de Ortega y Gasset con Velázquez—, heredado del club presidido por Bermejillo.
Apenas unas cuantas decenas de socios formaban la entidad, que disputó varios partidos amistosos por la provincia de Madrid para promocionar el nuevo deporte. Tuvo lugar el primero del que se tiene constancia el 6 de octubre de 1901 en el Campo del Retiro. Este mes fue el de la primera regularizción del club, no sin diversos líos burocráticos que se extendieron hasta abril del año 1902.
Así se mantuvo durante un par de años, sin poder o terminar de legalizar su situación ya que además no lo veían como un fin necesario para practicar su deporte, ya que pese a la concurrencia y participación cada vez más demandada, el fútbol no dejaba de ser aún un entretenimiento. Poco a poco se fueron regularizando estatutos, escritos y actas, hasta que por impulso de Julián Palacios y los hermanos Juan y Carlos Padrós —presidente e integrantes de la sociedad— legalizaron oficialmente la nueva asociación el 6 de marzo de 1902 en una Junta General Extraordinaria. Dicha reunión quedó constatada en el siguiente comunicado de solicitud de registro enviado días después al Gobierno Civil:

“Juan Padrós y Rubio, del Comercio de Madrid, que habita en la calle de los Madrazo, 25-3Q izquierda, a V.E. respetuosamente expone: Que con objeto de constituir una Sociedad de juegos de Sport, que se denominará MADRID FOOT BALL CLUB, le acompaña las bases por que ha de regirse, para su aprobación.”
Juan Padrós. 18 de marzo de 1902. Madrid

En ella, realizada a consecuencia del Real Decreto del Gobierno del 19 de septiembre de 1901 por el que se instaba a inscribirse en el Registro de Asociaciones a los clubes futbolísticos, se eligió la primera junta directiva de la recientemente oficializada entidad, que quedó conformada con Juan Padrós como primer presidente y Enrique Varela como vicepresidente, además de acordarse el objeto y reglamento de la sociedad o el que sería el uniforme del equipo.
Blanco en pantalón y camisa, con medias negras y casquete azul oscuro fueron los colores aprobados y que venían siendo habituales desde 1900, tiempo antes de que comenzase el largo proceso administrativo. Este culminó finalmente tras una Real Orden Circular, del 9 de abril de 1902, en el que se instaba nuevamente a las asociaciones a referirse al gobernador civil de la ciudad. El proceso de los madrileños se realizó el 18 de abril para ser contestado por la administración cuatro días después.
Así, dicha acta fundacional conformó las que fueron las primeras bases legales del club, pese a que ya funcionase tiempo atrás, dictados sus puntos en la sede de Alcalá 48:

Acta fundacional de la (Sociedad) Madrid Foot-Ball Club

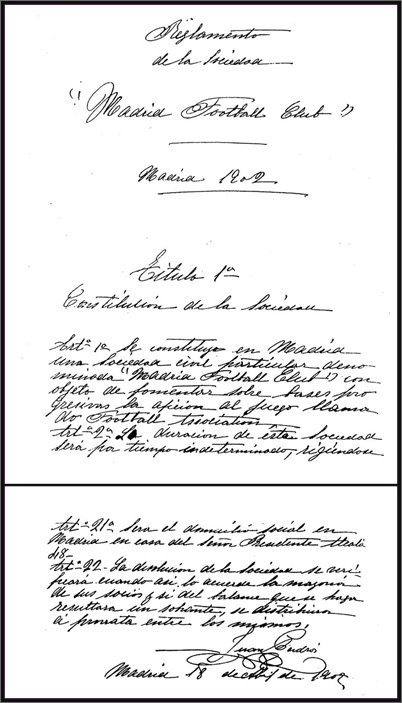
Fragmento del acta fundacional del club remitida en abril de 1902.

“TÍTULO 1º. CONSTITUCIÓN DE LA SOCIEDAD.
Artículo 1º. Se constituye en Madrid una Sociedad civil particular denominada "Madrid Football Club", con objeto de fomentar sobre bases progresivas la afición al juego llamado "Football Association".
Artículo 2º. La duración de esta Sociedad será por tiempo indeterminado, rigiéndose, en tanto exista, en el orden interior, por los reglamentos y acuerdos que tome la Sociedad, y en el exterior, por las leyes, reglamentos y disposiciones de carácter general o local, pero sometiéndose los señores que formen la Sociedad y los que con ésta contraten a los Juzgados y Tribunales del domicilio en que se encuentra constituida.
CAPÍTULO 1º. De los socios, sus requisitos, sus derechos y sus obligaciones.
Artículo 3º. Formarán la Sociedad los señores que reúnan los requisitos siguientes.
1º. Ser mayor de 15 años.
2º. Ser propuesto por dos señores socios. En la propuesta de los señores socios que indica el segundo de los requisitos, se expresará:
      a. Nombre y apellidos del socio propuesto.
      b. Su domicilio.
      c. Su profesión.
3º. La aceptación por el señor socio propuesto, y los que le presenten, de las obligaciones que por tal acto contraen.
Artículo 4º. Los señores que constituyen la Sociedad tendrán derecho, estando al corriente en el pago de sus cuotas y a partir de dos meses de su admisión:
1º. A ejercer los cargos vacantes con la Junta Directiva, siempre que sean mayores de edad.
2º. A tener voz y voto en las Juntas generales.
3º. A tomar parte en los partidos que organice la Sociedad.
4º. A proponer, en unión de otro señor socio, a los que deseen ingresar.
5º. A disfrutar todas las ventajas y preeminencias que a la misma se conceden.
Artículo 5º. Todos los señores socios estarán obligados:
1º. A satisfacer en los ocho primeros días del mes la cuota de dos pesetas.
2º. A permanecer como mínimo un trimestre en la Sociedad, y obligándose los dos señores socios que le hayan presentado a abonar las dos mensualidades siguientes a la del ingreso en el caso de que el nuevo socio se negase a pagarlas.
3º. A guardar el respeto y consideración debida a todos los señores socios que formen la Sociedad.
Artículo 6º. No podrá tomar parte en los partidos el socio que deje de satisfacer algunas mensualidades.
Artículo 7º. No será preciso pagar cuota de entrada durante los meses de octubre y noviembre, siempre que el nuevo socio pague el de octubre, aunque el ingreso se verifique en el de noviembre. Pasado el mes de noviembre, será preciso satisfacer cuota de entrada, que será de cinco pesetas, a menos que la Directiva tome acuerdo en contra.
Artículo 8º. Todo socio que deje de abonar tres meses será dado de baja, necesitando para ser considerado nuevamente como socio abonar la cuota del mes de entrada.
CAPÍTULO 2º. De la Junta Directiva, su mision y renovacion.
Artículo 9º. Regirán y representarán a la Sociedad: un Presidente, un Vicepresidente, un Secretario, un Tesorero y cinco Vocales.
Artículo 10º. Los cargos de la Junta Directiva se elegirán por mitad todos los años, designando por suerte las vacantes que han de resultar, verificándose la elección por mayoría absoluta de votos.
Artículo 11º. Si antes de cumplirse el año de elección de los cargos de la Junta Directiva ocurriera alguna vacante, se proveerá interinamente el cargo por los demás señores que la formen hasta la próxima Junta general.
Artículo 12º. Los señores elegidos para constituir la Junta Directiva tendrán las obligaciones y derechos propios de los cargos que cada uno ejerza.
CAPÍTULO 3º. De las Juntas y Fondos sociales.
Artículo 13º. La Junta Directiva se reunirá cuando fuere necesario, ya para otorgar o no la admisión de nuevos socios, imponer correcciones a los ya admitidos, decretar su expulsión o ya para preparar los asuntos que se han de discutir en las Juntas generales.
Artículo 14º. Cada tres meses se celebrará Junta general, en la que constituirá el orden de discusión de la misma:
1º. Informe por el Sr. Secretario de la marcha y estado de la Sociedad.
2º. Se dará cuenta por el Sr. Tesorero de la existencia de fondos en la Sociedad.
3º. Todos los demás asuntos que propongan por lo menos ocho señores socios por escrito.
Artículo 15º. Cuando la Junta Directiva lo juzgue necesario, podrá convocar la general con carácter de extraordinaria.
Artículo 16º. Serán fondos propios de la Sociedad los que se recauden de las cuotas de entrada y ordinarias de los señores socios y todos aquellos que por cualquier otra causa adquiera.
TÍTULO 2º. OBJETO DE LA SOCIEDAD
Artículo 17º. Con el fin de fomentar la afición al juego del "foot-ball", la Sociedad verificará partidos siempre que sea posible, y en época determinada celebrará concursos e intervendrá directa e indirectamente en las fiestas de esta índole que se organicen y crea pueden aumentar la afición.
CAPÍTULO 4º
Artículo 18º. Para tomar parte en los partidos será preciso:
1º. El pago previo del mes o la cuota de entrada, según los casos.
2º. Usar el uniforme reglamentario.
3º. Llegar al campo de juego antes de la hora señalada para el comienzo del partido.
El uniforme reglamentario será para los partidos ordinarios pantalón azul oscuro, corto y recto, blusa blanca y medias oscuras, y para los partidos extraordinarios será pantalón y blusa blancos, medias negras con vueltas y cinturón con los colores nacionales, completando este uniforme un casquete azul oscuro.
Artículo 19º. Los partidos se jugarán siguiendo estrictamente el Reglamento de la Foot-Ball Association de Inglaterra de 1901-1902, y el socio que faltare a alguna de sus leyes será amonestado por la primera vez por el árbitro, y en caso de reincidencia, éste lo pondrá en conocimiento de la Junta Directiva para que tome la solución que juzgue procedente.
TÍTULO 3º. CORRECCIONES, DOMICILIO Y DISOLUCIÓN DE LA SOCIEDAD
Artículo 20. La Junta Directiva tendrá facultades para amonestar pública o privadamente al socio que por su conducta se haga acreedor a ello, y previo acuerdo de la Junta general decretará su expulsión.
Artículo 21. Será el domicilio social en Madrid en casa del Sr. Presidente, Alcalá 48.

Artículo 22. La disolución de la Sociedad se verificará cuando así lo acuerde la mayoría de sus socios, y si del balance que se haga resultara un sobrante, se distribuirá a prorrata entre los mismos.”
Juan Padrós.
Madrid, 18 de abril de 1902.

En la actualidad el blanco continúa siendo el color principal de la equipación, en su totalidad, al añadírsele las medias también blancas en la década de los años cincuenta. Para dilucidar el que fuese su primer equipo titular tras la oficialización se jugó un partido entre sus jugadores —tanto miembros del Sky Foot-ball como del Madrid Foot-ball Club— y se diferenciaban entre ellos por unas bandas de color que atravesaban la camisa del uniforme. El Heraldo del Sport o la Correspondencia de España, diarios de la época, informaron de los recientes acontecimientos así como de las futuras disputas de encuentros que el club programó como medida preparatoria para los primeros concursos de foot-ball que tuvieron lugar en la capital: el «Concurso de Bandas» o el «Concurso Madrid de Foot-ball Association», primero de carácter interregional.

#### Pionero en el desarrollo delfoot-ball
El club participó pues en dicho torneo —conocido popularmente como la Copa de la Coronación—, el cual les dio su primer título en el mismo año de su fundación: la Copa de la Gran Peña, como trofeo consolación de prolongación del concurso. Fue además la primera competición disputada entre equipos de España y que sería reconocida después como la precursora de la actual Copa del Rey. La competición fue organizada por el Madrid Foot-ball Club de mano de los hermanos Padrós, demostrando así su gran implicación con el desarrollo de este nuevo deporte. Pretendió reunir a la mayoría de los clubes existentes en la época. Finalmente, debido a diversos motivos solo se presentaron cinco contendientes: el Club Bizcaya, el Club Español de Foot-Ball, el Foot-Ball Club Barcelona, el New Foot-Ball Club —nueva denominación del Sky Foot-Ball— y el Madrid Foot-Ball Club, bajo el siguiente reglamento:

“BASES DEL CONCURSO DE FOOT-BALL ORGANIZADO POR EL MADRID F. C.
1.ª Podrán tomar parte, en este Concurso, todas las Sociedades españolas de Football Asociación, inscribiéndose hasta el 1º de mayo para lo cual podrán dirigirse al Presidente de la Sociedad “Madrid F.C.”, calle de Alcalá, 48, Madrid.
2.ª Al inscribirse la Sociedad, presentará la lista del equipo con un númeri ilimitado de suplentes.
3.ª El premio quedará propiedad legítima de la Sociedad que lo obtenga.
4.ª Se jugará por series, sorteándose los equipos dos á dos, y por este procedimiento será vencedor el que gane la última serie.
5.ª En caso de empate, el juez árbitro podrá prolongar al partido por tiempos de 15 minutos.
6.ª Los partidos se jugarán con cualquier tiempo, si no hay acuerdo en contra por parte de los capitanes respectivos.
7.ª Los jueces se nombrarán de común acuerdo entre los capitanes de los equipos litigantes. En caso de que estos no lleguen á un común acuerdo, será el Jurado el que lo haga. El juez árbitro, tendrá obligación de dar cuenta al Jurado, en acta firmada por él y los dos capitanes respectivos, y no se aceptará ninguna reclamación pasadas las 48 horas.
8.ª Diferencias y reclamaciones de cualquier índole, tienen que hacerse por escrito al Jurado, que se reserva el derecho de resolver.”
Carlos Padrós. Madrid 1902.

El acontecimiento deportivo, que tuvo lugar en el Hipódromo de la Castellana entre el 13 y el 16 de mayo —apenas dos meses después de la fundación oficial del club—, vio al Club Bizcaya coronarse como campeón, tras imponerse en la final al F. C. Barcelona por 2-1, quien previamente había derrotado a los madrileños por 3-1. Ambos clubes eran más antiguos y poseían un plantel con más jugadores extranjeros —«internacionalizado» en la jerga futbolística— que el madrileño que contaba únicamente con Arthur Johnson como foráneo, con lo cual tuvieron cierta ventaja en sus encuentros. Pese a ello, el éxito cosechado por el torneo derivó inmediatamente en la creación del que fue denominado como campeonato de la Gran Peña, para dilucidar el subcampeón del Concurso Madrid. Considerado como un torneo de consolación, finalmente solo dos de los cuatro equipos participarían en él: el Club Español de Foot-ball y el Madrid Foot-ball Club. Tras el 3-2 final el club blanco conquistó el primer título para sus vitrinas, lo que sumado a los resultados obtenidos en el Concurso de Bandas reflejaban el dominio del club en la capital. Como anécdota, tras el Concurso Madrid se dio el que fue el primer caso del traspaso de un jugador del F. C. Barcelona al equipo blanco. El 23 de mayo Alfonso Albéniz, hijo del célebre compositor gerundense Isaac Albéniz, recaló en el club madrileño como así confirmó una publicación de la época. La gran rivalidad entre ambos clubes aún estaba lejos de sus inicios.

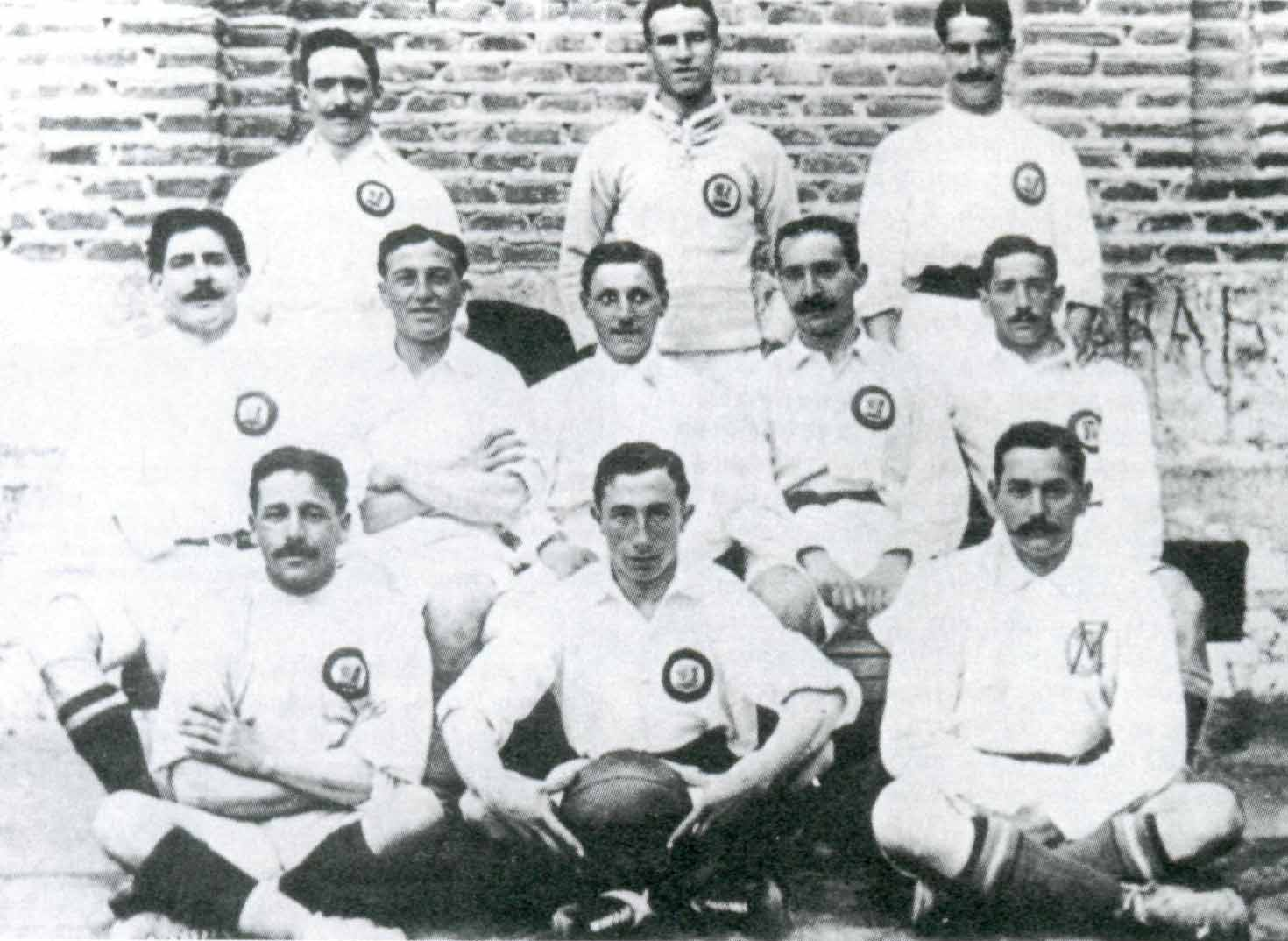
Instantánea del Madrid F. C. campeón de Copa de 1906.

Tras recibir una citación en 1903 de la francesa USFSA para asistir al futuro Congreso de Foot-Ball Association, el 21 de mayo de 1904 participó en la fundación de la Federación Internacional de Fútbol Asociación (FIFA) junto a las federaciones de Bélgica (UBSSA), Dinamarca (DBU), Francia (USFSA), Países Bajos (NVB), Suecia (SBF) y Suiza (ASF), ya que España no poseía aún una Federación de Fútbol oficial, y allí fue donde el club encaminó sus pasos. Para la fecha numerosos equipos de fútbol habían germinado ya en la capital acrecentando la competencia, por lo que absorbió al Moderno Foot-Ball Club, la Association Sportive Amicale y en 1907, al Moncloa Foot-Ball Club para cubrir las bajas ante la dimisión de algunos de sus integrantes y así fundar el Club Español de Madrid y el Athletic Club (Sucursal de Madrid), un equipo filial en Madrid del club bilbaíno del Athletic Club del que años más tarde se desvinculó; mientras, Carlos Padrós fue nombrado presidente sustituyendo a su hermano Juan.
Durante la primera década gana sus primeros títulos oficiales de las nuevas competiciones surgidas merced tanto a la evolución de este deporte como al impulso de la Agrupación Madrileña de Clubs de Foot-ball, la cual estuvo presidida por el citado Carlos Padrós hasta que se hizo cargo de la presidencia blanca. Sus victorias en el «Campeonato de Madrid» conocido popularmente como el «Campeonato Regional» le otorgaron el derecho a participar y defender a Madrid o la región Centro en el Campeonato de España. Tras participaciones regulares en sus dos primeras ediciones, se adjudicó consecutivamente los siguientes cuatro campeonatos de 1904 a 1908, y fueron sus primeros títulos oficiales a nivel nacional de la única competición de tal magnitud disputada hasta entonces en el país. Tal logro le permitió además ostentar el trofeo en posesión permanente por ser el primero en conquistarlo tres años consecutivos. Vistos los buenos resultados, el 23 de octubre de 1905, el presidente organizó el primer partido internacional con motivo de la visita a España del presidente francés Émile Loubet a fin de aumentar la popularidad del club. El Gallia Sport de París y el Madrid F. C. empataron a uno en el Hipódromo de Madrid.
Con el correr de los años, fueron adquiriendo gran importancia los detalles tácticos durante el transcurso de los partidos, por lo que el club contrató al inglés Arthur Johnson como su primer entrenador para su perfeccionamiento —antiguo jugador del club y uno de los más experimentados con su reglamento y particularidades—. Dichas evoluciones se llevaron a cabo desde 1912 en el nuevo campo de fútbol, el Estadio de O'Donnell, ya que debido al rápido crecimiento del club y su popularidad entre los aficionados se hizo necesario un traslado a un campo de fútbol de mayor aforo que el que tenía el Hipódromo. Así nació el primer estadio del club, que fue posible gracias a que el exfutbolista y posterior presidente del club, el hispano-francés D. Pedro Parages, asumió la mayoría de los costes. Del mismo modo comenzó a entrenarse en la pradera de la Fuente de la Teja, hoy parque de la Bombilla, una parcela propiedad del banco francés Crédit Lyonnais y que fue el primer campo de foot-ball de hierba de la capital como los que ya se encontraban en el norte del país. Carlos Padrós fue proclamado como el primer presidente de honor.
En adelante el club se alternó en la conquista de los campeonatos regionales con la Gimnástica de Madrid y el Racing de Madrid. Durante esas ediciones no volvió a obtener la Copa de España hasta la edición de 1917 cuando ganase en Barcelona por 2-1 al Arenas Club de Guecho en el partido de desempate.

### Crecimiento como institución. Un club Real

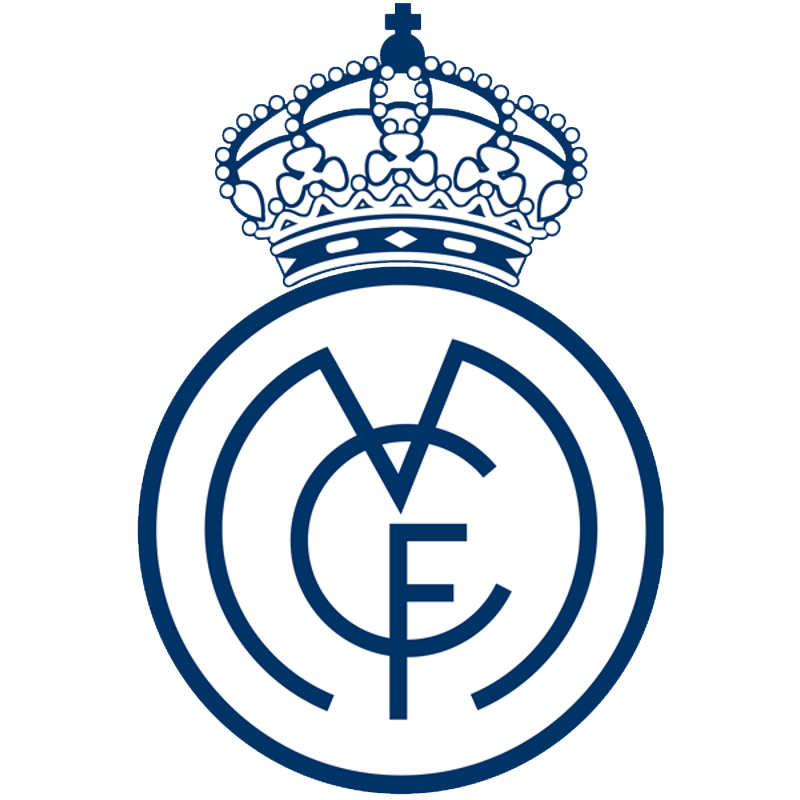
Escudo del club tras la misiva de 1920, y utilizado hasta 1931.

La magnitud que iba adquiriendo el club se fue haciendo cada vez más notable, y así se llegó al 29 de junio de 1920, cuando se produjo uno de los hechos más destacados en la historia blanca como fue la recepción de una breve misiva procedente del rey de España Alfonso XIII de Borbón al presidente del club. Esta citaba:

“Su Majestad el Rey (q. D. g.) se ha servido conceder con la mayor complacencia el Título de "Real" a ese Club de Football, del que V. es digno presidente, el cual, en lo sucesivo, podrá anteponerse a su denominación. Lo que de Real orden participo a V. para su conocimiento y efectos consiguientes. Dios guarde a V. muchos años.”
Alfonso XIII de Borbón. 29 de junio de 1920. Madrid.

Desde ese momento adquirió así el club una denominación que mantiene en la actualidad, Real Madrid Foot-Ball Club, y por tal el derecho a portar la corona real en su escudo. Tras el acto, Pedro Parages —ya presidente del club— en similares términos y con palabras de gratitud por el reciente nombramiento, envió de vuelta una misiva en la que además del agradecimiento solicitaba una audiencia con Su Majestad, tras la cual le concedió a su primogénito Alfonso de Borbón y Battenberg la presidencia de honor de la Sociedad.
Bajo la dirección deportiva de Juan de Cárcer, nuevo técnico blanco, el equipo capitalino dominó los campeonatos regionales durante la década de los años veinte, suerte que no se tradujo en la Copa de España. Atravesó así una sequía de títulos en la que era la máxima competición futbolística del país. Al ser el dominador de Madrid comenzó a realizar extensas giras por Europa con enfrentamientos en Portugal, Italia, Inglaterra, Dinamarca, y Francia; y emprendió su primer viaje a América para darse a conocer en el resto del mundo. Aunque el balance no fue muy positivo en una época en la que jugar de visitante era un gran hándicap debido a la poca información que se tenía sobre los equipos rivales y sus estilos de juego, el club obtuvo un mayor reconocimiento e ingresos que permitieron que la entidad siguiese con su crecimiento.
Durante este periodo, en el club empezaron a surgir destacados futbolistas como Sotero y Eulogio Aranguren, Alberto Machimbarrena, René Petit, o Juan Monjardín, conformando el primer gran equipo del club. Sin embargo, pese a los numerosos ilustres jugadores que pasaron en la época por el club, uno sobresalió entre el resto por su enorme carisma y gran capacidad goleadora y que años más tarde terminó por ser una de las mayores figuras de la entidad: Santiago Bernabéu. Todos ellos contribuyeron en el campo al crecimiento deportivo de un club que empezó a contemplar la idea de poseer un estadio exclusivo. Así, tras deambular por diferentes campos de Madrid, se inauguró en 1924 el Campo del Real Madrid Club de Fútbol, conocido popularmente como el «Estadio de Chamartín» debido al nombre de uno de los municipios colindantes y que se anexionó a la capital en 1948: Chamartín de la Rosa.
Se llegaba al final de la década, y en 1926 arribó la profesionalización del fútbol a España, y unos años más tarde, en 1929, se inauguró el Campeonato de Liga —que en adelante fue la competición que designaría al mejor equipo del país, y que fue organizado por la ya existente Real Federación Española de Fútbol (RFEF)—. En él tomó parte el Real Madrid Foot-Ball Club al ganarse el privilegio por ser uno de los vencedores del Campeonato de España de Copa junto a otros nueve equipos. Estos eran los otros cinco clubes campeones hasta la fecha: Athletic Club, Foot-ball Club Barcelona, Real Unión Club de Irún, Arenas Club de Guecho y Real Sociedad de Foot-ball de San Sebastián; más tres finalistas: Athletic de Madrid, Club Deportivo Europa y Real Club Deportivo Español; y para decidir la décima plaza se organizó un torneo eliminatorio entre ocho clubes en el cual venció el Real Santander Racing Club.
En esa primera edición del Campeonato de Liga de España el club terminó en el segundo puesto en detrimento del F. C. Barcelona, tras perder en la última jornada de Liga frente al Athletic Club, quedando constancia de la gran disputa que ya manifestaban dichos tres equipos y que acrecentó su rivalidad en años siguientes. Gaspar Rubio, nueva contratación, fue el máximo anotador del club y segundo de la competición según algunas fuentes.
Tras finalizar quinto en la segunda liga y debido a la escasa consecución de títulos importantes —a excepción de los campeonatos regionales—, se inició la temporada 1930-31 con numerosos fichajes encaminados a cambiar esa tónica. Entre ellos destacó la que fue su mayor contratación, y también una de las mayores de la época:
la del guardameta internacional español Ricardo Zamora, por el cual se pagaron 150 000 pesetas al Real Club Deportivo Español de Barcelona.
Pese al gran esfuerzo económico el equipo tuvo una discreta participación y finalizó en el sexto puesto de la clasificación debido a una escasez goleadora merced al retiro de sus grandes arietes.

#### Nuevas secciones deportivas en el impás político

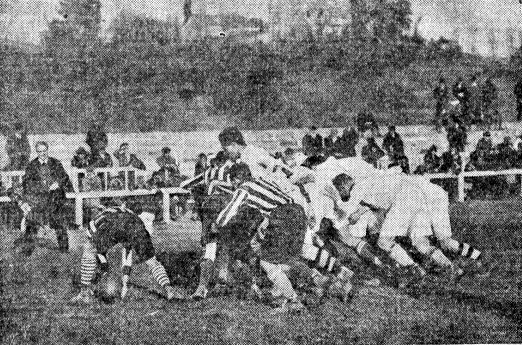
Sección de rugby en su primer partido en 1925. El club empieza a ser una entidad polideportiva.

Tras la conclusión del campeonato, el 14 de abril de 1931 abdicó el rey de España y se proclamó la Segunda República española con lo que se suprimió todo símbolo o alusión a la reciente etapa monárquica en el país. Por ello la entidad perdió el título de realeza concedido por Alfonso XIII de Borbón y pasó a denominarse Madrid Foot-Ball Club nuevamente.
Bajo tal denominación el club participó tan solo dos días después de los sucesos políticos en la renombrada Copa de España donde fue eliminado en cuartos de final por el Betis Balompié. Paralelamente, el club había fundado oficialmente su sección de baloncesto bajo el nombre de Real Madrid Basket-Ball, y de natación que se unía a las ya existentes y primeras secciones del club, la de rugby, existente desde 1924, la de béisbol —cuyo origen es incierto— la de atletismo desde 1930, la de hockey y la de ciclismo. Gracias a los terrenos adquiridos en Chamartín, el club pudo construir en los anexos del estadio un gimnasio y unas instalaciones que le permitieron así pasar a ser una entidad polideportiva y en especial gracias al esfuerzo de Heliodoro Ruiz, profesor diplomado, encargado de las enseñanzas a los nuevos atletas.
El baloncesto, que pronto se convirtió en la segunda sección más importante del club, llegó a España en los años veinte gracias al sacerdote Eusebio Millán. El nuevo deporte adquiere una rápida popularidad y Ángel Cabrera se erige en la figura decisiva en la creación de la sección madridista y en la del Campeonato de Castilla. «Los blancos» conquistaron sus primeros títulos regionales manteniendo unos duros duelos con el Rayo Club de Madrid pese a la corta edad de la nueva sección.
Para intentar reconducir los pasados éxitos deportivos en fútbol, de nuevo se llevan a cabo grandes contrataciones, que dirigidos por Lippo Hertzka, obtuvieron la Liga 1931-32, la primera del club, la cual consiguió de manera invicta. Al éxito sucedió campeonato de liga con Robert Firth en el banquillo y Manuel Olivares como «pichichi» del campeonato, y se convirtió nuevamente, tras diecisiete años, en campeón de Copa tras vencer al Valencia Club de Fútbol y al F. C. Barcelona en 1934 y 1936 respectivamente. Esta última fue recordada por una parada inverosímil de Ricardo Zamora en los últimos minutos de partido en el encuentro que significó además su retirada del fútbol profesional. Se volvió así a una etapa de éxitos, que trágicamente se vio truncada por acontecimientos extra-deportivos.
La situación política seguía convulsa y delicada en el país, y finalmente desembocó en el estallido de la Guerra Civil Española con la que se suspendieron las actividades deportivas entre 1936 y 1939, período que duró la guerra.
Tras la victoria del bando sublevado frente al bando republicano, se dio por finalizada la guerra y se estableció la Dictadura de Francisco Franco el 1 de abril de 1939. Con los nuevos acontecimientos, el club recuperó su título y denominación de «Real».
Sin embargo, la guerra dejó al Real Madrid muy mermado y con apenas integrantes debido al ostracismo y marcha de algunos de ellos a otros clubes, por lo que se afrontaba una reconstrucción a todos los niveles dentro de la sociedad. Las desaparecidas secciones de rugby y atletismo dejaron únicamente el fútbol, la lucha —creada justo unos días antes del estallido de la guerra—, la natación y al baloncesto como deportes representativos del club, mientras que disciplinas como la sección femenina de baloncesto que conquistó el campeonato de Castilla en 1934, el mismo año de su fundación, se vieron muy mermadas. La junta directiva convocó una asamblea desde la que el club partió de cero, como una vuelta a los comienzos en la que decidió contratar a numerosos jugadores para el fútbol, su sección principal y más representativa, entre los que destacó el centrocampista Sabino Barinaga, que arribó del Southampton Football Club de Inglaterra.

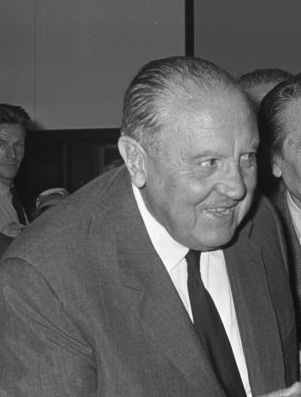
Santiago Bernabéu, ligado al club durante más de 60 años, fue el artífice del nuevo estadio, el mayor de la época en Europa.

El nuevo comienzo trajo la refundación de la sección de atletismo, a la que se unió años más tarde la que con el tiempo fue la tercera disciplina más importante del club: la sección de voleibol.
Antes tuvieron lugar dos acontecimientos que fueron muy recordados por el madridismo: el 13 de junio, en la vuelta de las semifinales de la Copa del Generalísimo de 1943, el club le endosó al F. C. Barcelona la que fue una de las peores derrotas de su historia tras vencerle por once goles a uno remontando así el partido de ida con una destacada actuación de Barinaga y Pruden, autores de cuatro y tres tantos respectivamente; el otro suceso, ocurrido el 15 de septiembre, correspondió al nombramiento por unanimidad del exfutbolista y exentrenador Santiago Bernabéu como presidente blanco. El club, que no consigue levantar cabeza tras los acontecimientos sufridos en España, vive sus peores momentos deportivos en sus principales secciones de fútbol y baloncesto, aunque no así en las restantes, donde siguen con su crecimiento y conquista de títulos.
En 1944 el club siguió ganando adeptos por lo que se adquieren los terrenos colindantes al «Estadio de Chamartín» para lo que pronto fue el nuevo recinto del Estadio Real Madrid Club de Fútbol conocido como «Nuevo Estadio de Chamartín», y que años más tarde fue rebautizado como Estadio Santiago Bernabéu en honor del presidente. Pese a todo, la sección sigue en una delicada situación y aunque conquista dos títulos de Copa en 1946 y 1947, estuvo cerca de descender de categoría en la temporada siguiente y por la falta de resultados, Jacinto Quincoces, antiguo futbolista del club y con apenas un año en el cargo, renunció a la dirección técnica.
En enero, el inglés Michael Keeping le relevó en el cargo,
y con su clásica formación "WM", inédita en el fútbol español, salvó al equipo del descenso terminando en la undécima posición, la que es hasta hoy día la peor clasificación del club en el campeonato español. Aunque contaba con estrellas como Manuel Fernández Pahiño, Miguel Muñoz o Luis Molowny, el cuadro merengue pasó las siguientes campañas entre los equipos de la media tabla. Se salvó una etapa difícil en la que el club había llegado a convertirse en una de las mayores entidades polideportivas del país, con numerosas y exitosas secciones entre las que nació el primer filial madridista donde el club foguearía a jóvenes promesas antes de incorporarlos al primer equipo: la Agrupación Deportiva Plus Ultra.
Con motivo de buscar nuevos y talentosos futbolistas, y tratando de no realizar grandes desembolsos económicos y a la vez un mayor compromiso con el club, originalmente mantenía diversos acuerdos con varios clubes madrileños que le hacían las veces de cantera desde 1930. De ellos se nutría de jugadores que le resultaran interesantes para su primer equipo a cambio de material deportivo y ayudas deportivas y económicas para sus desarrollos. Uno de esos equipos era la citada A. D. Plus Ultra, club fundado por la compañía de seguros del mismo nombre y que en 1947 arregló, mediante un contrato formal con el Real Madrid C. F., un acuerdo en favor del cual pasó a convertirse en su club filial de manera oficial.
Bajo el mandato de Bernabéu, el club vivió su primera gran época dorada, donde desarrolló un crecimiento tanto en la institución, como en el número de seguidores, lo que aportó significativos ingresos económicos que favorecieron aún más su desarrollo, reflejándose por ende en éxitos deportivos.

### Primera época dorada. La llegada de Di Stéfano

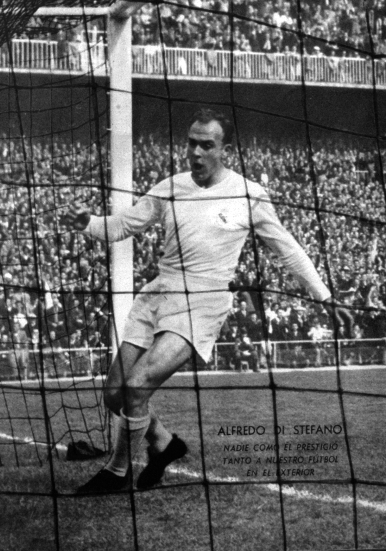
En torno a Di Stéfano se formó uno de los equipos más recordados y dominantes de Europa.

Asentadas unas firmes bases, el club empezó a obtener múltiples éxitos en sus secciones de baloncesto, voleibol o béisbol, que no hicieron sino confirmar la buena salud de la que gozaba la entidad. Eso se vio reflejado en la fundación de nuevas secciones deportivas como las secciones de tenis, boxeo, bolo palma, pelota, balonmano, gimnasia, halterofilia, remo, y ajedrez. El fútbol, que no atravesaba por grandes logros a nivel nacional, pronto cambió su rumbo y empezó a escribir los que fueron los primeros renglones de su primera época dorada.
Se llegó así al 6 de marzo de 1952, fecha del 50.º aniversario de la fundación de la entidad, para la cual el presidente Bernabéu organizó diversos actos entre los que destacaron la disputa de un torneo internacional de fútbol y otro de baloncesto. Ambos acontecimientos estuvieron precedidos de la llegada al club de tres de las mayores figuras de su historia: Alfredo Di Stéfano y Raimundo Saporta, a la que se unió una tercera, el cántabro Francisco Gento, fichado del Real Santander Sociedad Deportiva. Ellos fueron tres de los grandes pilares que llevaron al club a lo más alto del panorama internacional.
Raymond Kopa, José Santamaría y el flamante delantero Ferenc Puskás, perteneciente a la selección húngara conocida como los «magiares mágicos», se sumaron a una plantilla que más tarde fue conocida como el «Madrid de Di Stéfano» y que ganó nueve ligas, una Pequeña Copa del Mundo, una Copa Intercontinental y dos Copas Latinas en 1955 y 1957 (que fueron un primer intento de organizar un torneo de prestigio entre clubes de Europa).
Santiago Bernabéu fue nombrado vicepresidente y colaborador directo de la iniciativa de Gabriel Hanot, editor del diario francés L'Équipe, de fundar la Copa de Europa. Dicho nacimiento, datado en una reunión que tuvo lugar en un hotel de París, tuvo el beneplácito de la UEFA, que se encargó en el futuro de sus competencias. La competición reunió desde entonces a los campeones de las distintas ligas europeas para la disputa de un título que designaría al mejor equipo del continente. El equipo conquistó las cinco primeras ediciones de la considerada mayor competición de clubes del momento. La última de ellas, frente al Eintracht Frankfurt Fußball en Glasgow, fue vencida por 7-3 ante 135 000 espectadores, y tras ella , el diario inglés The Times catalogó a los jugadores blancos como «vikingos» escribiendo:

“Real wanders through Europe as the Vikings once walked, destroying everything in its path”
(“El Real Madrid se pasea por Europa como antaño se paseaban los vikingos, arrasándolo todo a su paso”)
The Times. 19 de mayo de 1960. Londres.

Los blancos consiguieron una hazaña que con el paso del tiempo sería histórica ya que no ha sido capaz de igualarse hasta el momento. Las cinco Copas de Europa consecutivas se mantienen como la mejor actuación lograda nunca por un equipo en la historia de la competición. Además, como consecuencia del último título, el club obtuvo el privilegio de disputar una nueva competición internacional recientemente instaurada por la UEFA y la Confederación Sudamericana de Fútbol (CONMEBOL) de manera conjunta: la Copa Intercontinental. Este trofeo fue disputado en adelante por el campeón de Europa y el campeón de Sudamérica (ganador de la Copa Campeones de América, homóloga de la Copa de Europa) para dilucidar quién era el mejor equipo del mundo. El Real Madrid salió vencedor tras derrotar al Club Atlético Peñarol por un global de 5-1, corroborando así su condición de mejor equipo del mundo.
«El Madrid de Di Stéfano» subió así al club a lo más alto del panorama futbolístico internacional, logrando un gran reconocimiento por parte de medios, aficionados y equipos rivales.
Durante este periodo, el equipo levantó nada menos que diecinueve títulos en poco más de diez años, mientras que sus futbolistas fueron internacionalmente reconocidos con el nuevo trofeo creado por el diario francés L'Équipe del Balón de Oro, premio al mejor futbolista del mundo según un jurado de expertos, y en donde los blancos coparon el podio del trofeo durante los primeros años.

#### El relevo generacional continúa la estela
Al año siguiente, el que con el paso de los años se convirtió en su mayor rival, el F. C. Barcelona, fue el que le infligiese su primera eliminación europea. En la edición sucesiva de la competición y en la de 1963-64 se resarcieron los blancos, y alcanzaron nuevamente dos finales que sin embargo perdieron a manos del Sport Lisboa e Benfica de Eusébio da Silva y el Football Club Internazionale Milano de Luis Suárez, Helenio Herrera y Sandro Mazzola. El gran equipo que asombró a Europa ya comenzaba a desvanecerse y se produjo un cambio generacional que inició una nueva época en el club de Concha Espina de la mano del técnico Miguel Muñoz, exfutbolista del club e integrante de la exitosa generación.
Los viejos ídolos del club dieron paso un equipo integrado por jóvenes españoles como Enrique Pérez Pachín, Pedro de Felipe, Manuel Sanchís, José Martínez Pirri, Ignacio Zoco, Paco Serena, Amancio Amaro, Ramón Grosso o Manuel Velázquez; todos ellos capitaneados por el veterano Paco Gento. Frente a los grandes logros, hubo que lamentar dos hechos: las desapariciones de las secciones de béisbol, balonmano, y rugby, así como el secuestro de Di Stéfano por miembros del Frente de Liberación Nacional de Venezuela durante la Pequeña Copa del Mundo de Caracas. Dos supuestos policías se presentaron en el hotel de concentración invitándole a acompañarles a comisaría por un delito de tráfico de drogas. En el coche confirmaron el secuestro que finalizó con su liberación dos días después:

“Esto es un secuestro. No le va a pasar nada. Somos revolucionarios que no estamos de acuerdo con el régimen de nuestro país. Le soltaremos enseguida”.
Secuestradores de Di Stéfano. 20 de agosto de 1963. Caracas

Fue ya tras la retirada del jugador en 1966, cuando el conjunto blanco volvió a ganar la Copa de Europa venciendo en la final al Fudbalski klub Partizan de Belgrado por 2-1, después de los dos subcampeonatos anteriores, con el recordado popularmente como el «Madrid Yé-yé». Con el triunfo Paco Gento se convirtió en el jugador que más títulos ostenta de la competición, con seis —récord aún vigente en la actualidad—, mientras que el club sumó ocho finales en once años de competición.
Por aquel entonces, Raimundo Saporta llegó a alcanzar la vicepresidencia del club, estrenando el cargo en 1962, y sus actos no hicieron sino ayudar al firme crecimiento de la sección de baloncesto en particular, y del club en general. Una anécdota de la grandeza que estaba adquiriendo el club quedó reflejada en un acto social del presidente Bernabéu y el mismo Saporta durante la Navidad del año anterior. En aquella época había algunos conflictos políticos entre los países del régimen comunista, entre los que se encontraba Hungría, y España —en esos momentos una dictadura derechista basada en el nacionalismo denominada franquismo—. Entre esos problemas uno era que no estaba permitida la entrada en España de ninguna persona que formase parte de los países comunistas.
En el acto en cuestión, sucedido en Budapest, tras meditar unos segundos ante la petición de los presentes de que expresase un deseo que pudieran realizar los húngaros para honrarle, Bernabéu respondió:

“Vive en España un hombre que ustedes conocen muy bien. Se llama Ladislao Kubala. Van a hacer casi trece años que desea abrazar a su anciana madre que sigue viviendo en Hungría. Ustedes saben, tanto como yo, que diversos problemas de orden político impiden que estos dos seres se puedan ver. Yo quiero en estos instantes que ustedes me ofrezcan la posibilidad de brindar a Kubala, que no juega para mi club, el abrazo de su madre...”
Santiago Bernabéu. Mes de diciembre de 1961. Budapest.

Fue así como pocos días después la madre de Ladislao Kubala, entrenador y emblemático exjugador del F. C. Barcelona, pudo viajar a España tras casi trece años sin ver a su hijo, merced a un visado especial para pasar las Navidades con sus nietos y su hijo. Quedó así de manifiesto la filosofía del club de anteponer las personas antes que las entidades.

#### Referente mundial
Las demás secciones siguieron creciendo y cosechando logros, por lo que el club construyó su primer pabellón de baloncesto en 1966, denominado Pabellón de la Ciudad Deportiva,
situado en las también nuevas instalaciones deportivas del club en la denominada Ciudad Deportiva del Real Madrid Club de Fútbol, que había sido inaugurada el 18 de mayo de 1963.
Unas instalaciones necesarias para ampliar y albergar las secciones deportivas dado su incipiente crecimiento; un espacio donde reunirlas a todas y fomentar su ambiente y desarrollo.

Consiguió convertirse también en el mejor club europeo de baloncesto tras conquistar la Copa de Europa en cuatro ocasiones, llegando a siete finales en ocho ediciones, con grandes jugadores como Lolo Sáinz, Clifford Luyk, Wayne Brabender o Emiliano Rodríguez quienes bajo la dirección de Pedro Ferrándiz formaron un equipo temible y uno de los mejores de la historia.
Los éxitos se suceden en el plano polideportivo, donde el voleibol y el béisbol (antes de su desaparición), se proclamaron campeones de liga y copa. En tenis, que había sido reforzado por distintos jugadores, destacó la figura de Manuel Santana, campeón del Campeonato de Wimbledon en 1966 con el escudo del club madridista en el pecho. Sin duda uno de los éxitos más reseñables en la historia blanca en uno de los torneos más prestigiosos del mundo.

Lamentablemente, no todo son buenas noticias, y las dificultades económicas que supone mantener algunas de las secciones de menor repercusión van pasando factura y a principios de la década de los setenta se suprime la sección de lucha, mientras el equipo que realiza las funciones de filial en fútbol, la Agrupación Deportiva Plus Ultra se ve abocado a la desaparición. Es entonces cuando Bernabéu, para evitarlo, compra sus derechos federativos con lo que el equipo pasó de manera oficial a ser dependiente del primer equipo, y fue renombrado como Castilla Club de Fútbol. El club, durante esta década, sumó entre todas sus secciones diecisiete Ligas, catorce Copas, dos Copas de Europa, y tres Intercontinentales, además de otros numerosos títulos de carácter menor que llevan a la fundación de nuevas ramas como el tiro con arco, hockey hielo, patinaje artístico, fútbol sala y esgrima.
La entidad siguió creciendo y se llegó al 75.º aniversario. Tan solo un año después llegó uno de los hechos más tristes del club: el fallecimiento de Santiago Bernabéu el 2 de junio de 1978. El madridismo lloró por el que fuera el mejor y más carismático presidente que había tenido el club a lo largo de su historia, y uno de los que más favoreció su evolución.
Poco después, en septiembre y ante la sorpresa de los directivos del club, Luis de Carlos accedió a la presidencia con el difícil reto de manejar el club a la sombra del antiguo mandatario. Pese a ello, supo mantener en todo momento los valores del madridismo, lo que le hizo acreedor de un reconocimiento unánime del mundo del fútbol al dirigir al club en el difícil período de transición tras la desaparición de su dirigente más legendario y quizás del fútbol español en toda su historia.
Cuando todo indicaba que el puesto lo ocuparía Raimundo Saporta, este sorprendió con su negativa a aceptar el cargo. Sus motivos venían por petición y consejo de su amigo y compañero Santiago Bernabéu. Durante el mandato de Luis de Carlos, caracterizado por su caballerosidad y señorío, se inauguró el 31 de agosto de 1979 la disputa de un trofeo para honrar la memoria de Bernabéu. Con el propósivo añadido de ver en el feudo blanco a los mejores equipos y jugadores del mundo, se invitó en la primera edición del Trofeo Santiago Bernabéu a tres campeones de Europa: el Fußball Club Bayern München —a la postre campeón del torneo—, el Amsterdamsche Football Club Ajax y la Associazione Calcio Milan.

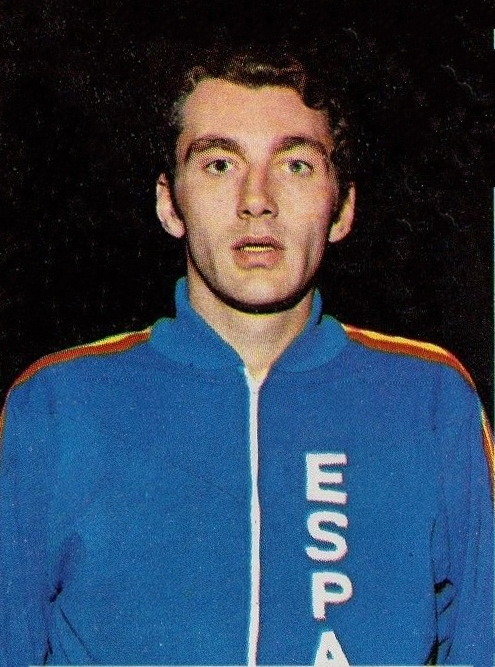
Clifford Luyk, uno de los mejores baloncestistas de la historia del club.

En la disciplina baloncestística se incorporaron Mirza Delibašić, Steve Malovic y un jovencísimo Fernando Martín, que se convirtió en el mejor pívot que ha vestido nunca la camiseta blanca, y que tuvo el privilegio de ser el primer español y segundo europeo en disputar la National Basketball Association (NBA) jugando para los Portland Trail Blazers. En esos años, el equipo filial vivió sus mejores años consiguiendo un subcampeonato en la Copa del Rey de 1980, cuya final fue una auténtica fiesta del madridismo ya que se disputó en el Estadio Santiago Bernabéu entre dos de los equipos de fútbol del club: el Real Madrid C. F. y el Castilla Club de Fútbol.

Se impuso el primer equipo por 6-1, y fue la primera vez que dos equipos de un mismo club copaban las dos plazas para la disputa de un campeonato, quedando grabado el hecho en la historia, y permitiendo al Castilla C. F. ser el primer equipo filial y de segunda categoría disputar una competición europea. En aquel filial militaron jugadores como Agustín Rodríguez, Ricardo Gallego o Francisco Pineda, predecesores de la que sería la para muchos aficionados la mejor generación de canteranos que ha dado el club en su historia: «La Quinta del Buitre».
Con la nueva década, el club de nuevo dejó su nombre grabado en Europa en ambas secciones. Un subcampeonato en la Copa de Europa de fútbol de 1981, final a la que llegó después de quince años de intentos, y dos Copas de la UEFA, se unieron a los logros del baloncesto, cuya sección celebraba su 50.º aniversario, abanderados por su séptima Copa de Europa, su primera Recopa de Europa, y el recién estrenado Campeonato Mundial de Clubes —otrora Copa Intercontinental—.
Estas nuevas generaciones en todas sus secciones siguieron con la estela marcada por Di Stéfano y los suyos, aumentando el palmarés y el dominio del club con más de cien títulos en apenas cuatro décadas desde los años cincuenta, afianzándose así como referente deportivo mundial. La entidad Real Madrid C. F. era ya a esas alturas un referente mundial en el mundo del deporte, que vivió su época más dorada de mano de algunos de los más grandes deportistas de la época.

### El esplendor de los años ochenta y el denominado «fútbol moderno»
Durante la década de los ochenta, el club volvió a vivir un nuevo esplendor abanderado por sus secciones de fútbol y baloncesto, casi ya las únicas dos representantes de la entidad al haber sido clausuradas la mayoría de las otras secciones deportivas. Pese a ello, el nombre del club siguió en lo más alto del panorama deportivo europeo.

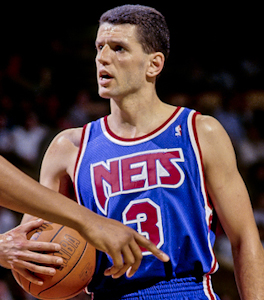
Dražen Petrović, uno de los mejores baloncestistas de la historia del club.

En el baloncesto, tras continuar con una gran senda de títulos, el equipo estuvo cerca de completar una temporada redonda en el año 1985, tras proclamarse campeón de Liga, Copa, Supercopa española, y caer en la final de la Copa de Europa, donde se encontró con la que se convirtió en una de sus «bestias negras», el Košarkaški Klub Cibona liderado por el entonces considerado mejor jugador del baloncesto europeo y que fichó cuatro años más tarde por el conjunto blanco, Dražen Petrović antes de su marcha a la National Basketball Association (NBA). Los hechos se repitieron la temporada siguiente —la de la salida de los hermanos Martín a Estados Unidos—, con un nuevo doblete y en donde de nuevo el genial jugador serbio del K. K. Cibona, apeó a los blancos en Europa en las semifinales del torneo que finalmente ganó por segundo año consecutivo frente a un Žalgiris Kaunas liderado por un joven Arvydas Sabonis, que también recaló a posteriori en el conjunto madridista.
A finales de la década los éxitos de la sección de baloncesto acompañaron a los del fútbol, y el equipo se desquitó por fin frente al complicado rival serbio. La vuelta de Pedro Ferrándiz, «Lolo» Sáinz y Fernando y Antonio Martín, llevaron al club a conquistar la Copa Korać, único título baloncestístico que faltaba en las vitrinas del club. El título supuso que el entrenador Sáinz se convirtiese en el primero en lograr las tres competiciones de Europa de baloncesto, y que Petrović llegase al club. Al año siguiente el club conquistó su segunda Recopa de Europa (1989) en lo que para muchos entendidos de este deporte fue el mejor partido de baloncesto jamás visto en el Viejo Continente. El espectacular duelo entre el nuevo fichaje blanco y Óscar Schmidt del Snaidero de Caserta fue ganado por el madridista que anotó nada menos que 62 puntos frente a los 44 del brasileño para un 117-113 final. Desgraciadamente, fue la última aparición en Europa del carismático Fernando Martín, que falleció en un trágico accidente de tráfico el 3 de diciembre de 1989. El club retiró el dorsal 10 con el que tantas ocasiones triunfó en su honor; hasta la fecha es el único dorsal retirado por el club. Una trágica paradoja quiso que los caminos de dos de los más grandes baloncestistas de la historia del club tuviesen el mismo triste final: Dražen Petrović falleció en similares circunstancias a las de Fernando apenas un año después.

#### La supremacía de «La Quinta del Buitre»
En el fútbol, la conocida como la generación de futbolistas de «La Quinta del Buitre» fue forjándose en las categorías inferiores del club. Esta 'quinta' conquistó el que fue el mayor logro del primer equipo filial antes de subir al primer equipo: el título de Segunda División en 1984 con el Castilla C. F. Al año siguiente fueron promocionando progresivamente uno a uno al primer equipo, gracias a Alfredo Di Stéfano, por aquel entonces entrenador del primer equipo, y a Amancio Amaro entrenador del filial. En su primer año como entrenador blanco el ídolo hispano-argentino llevó consiguió llevar al equipo a disputar cinco finales, pero lamentablemente no consiguió ganar ningún título.
Con estos jóvenes futbolistas asentados en el primer equipo y liderados por el madrileño Emilio Butragueño, que daba nombre al grupo, el club conquistó cinco Ligas consecutivas (1986-1990) —igualando el récord del Madrid de los años 60 de Di Stéfano. Estas dos veces han sido las únicas en que algún equipo ha conquistado el título de Liga en cinco temporadas seguidas—, una Copa del Rey en 1989, y dos títulos consecutivos de la Copa de la UEFA, en 1985 y 1986.
En esas gestas europeas se fue forjando el término de «miedo escénico», en referencia al fervor que se vivía en el Estadio Santiago Bernabéu porque los aficionados convertían el estadio en un auténtico fortín en el que el apoyo ofrecido a su equipo permitió que se vivieran múltiples remontadas, algunas de ellas frente a resultados muy adversos, en las que los rivales se veían desbordados y atenazados.

Ese término se acuñó a raíz de la primera gran remontada, en su camino hacia su primera Copa de la UEFA. El equipo remontó por 6-1 un resultado adverso ante el R. S. C. Anderlecht frente al que había perdido por 3-0 en la ida. En semifinales, al finalizar el partido de ida en San Siro después de caer por dos tantos a cero frente al F. C. Internazionale Milano, el jugador madridista Juan Gómez Juanito le dijo al defensor italiano Graziano Bini una frase que quedó para el recuerdo:

“Noventa minuti en el Bernabéu son molto longo...”
(“Noventa minutos en el Bernabéu son muy largos...”)
Juan Gómez. 10 de abril de 1985. Milán.

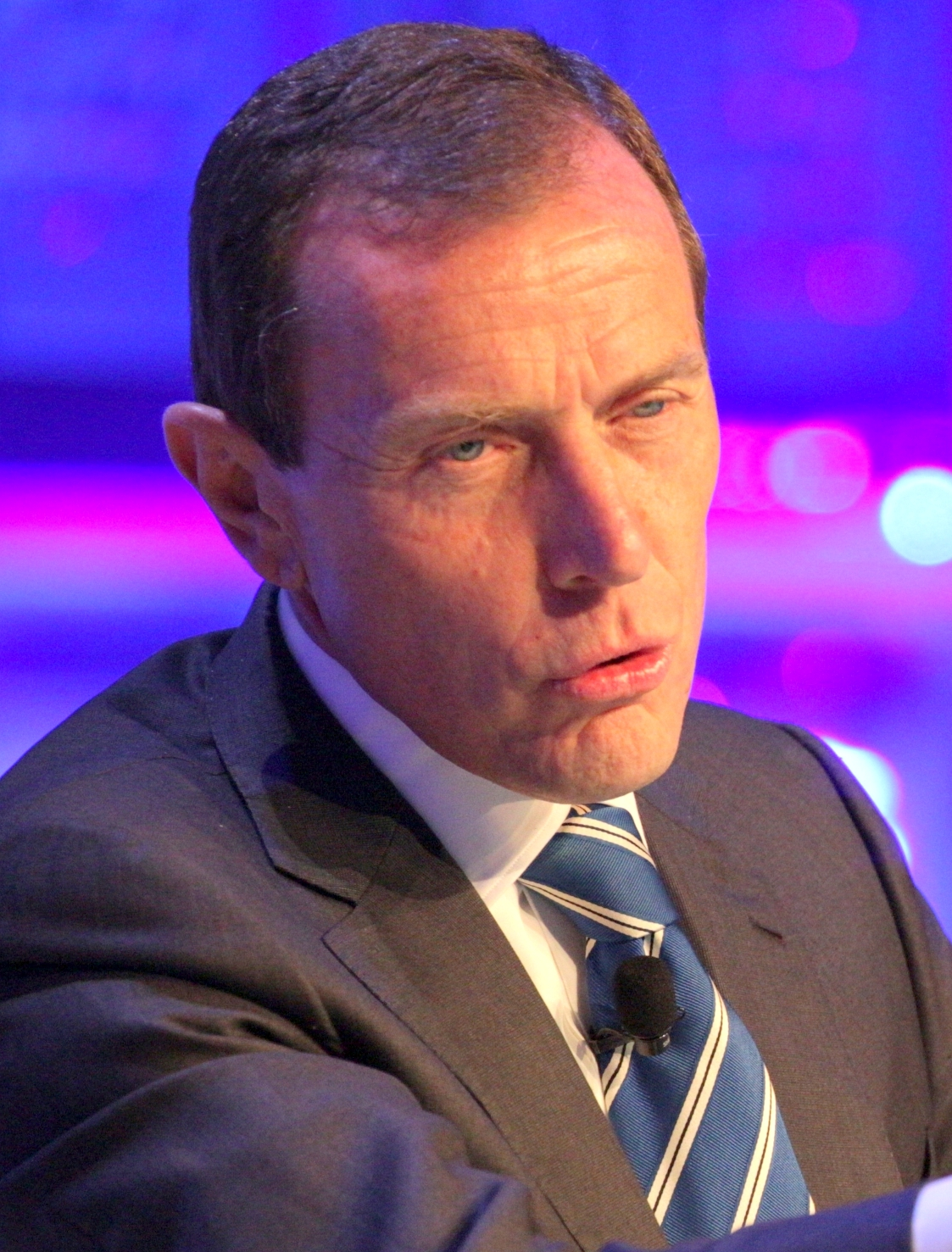
Emilio Butragueño, líder generacional de la «Quinta de El Buitre».

El Madrid remontó la eliminatoria tras vencer por 3-0 a los italianos para acceder a la final. En la siguiente edición, acontecieron otras dos grandes remontadas. La primera ante el Borussia Mönchengladbach alemán ante el que remontaron un 5-1 de la ida, para vencer por cuatro goles a cero en Madrid merced al valor doble del gol en campo rival. En semifinales se cruzó de nuevo con el F. C. Internazionale Milano. En el partido de ida, el equipo blanco perdió por 3-1 y los italianos celebraron la victoria como si de la final se tratase. Sin embargo, nuevamente el equipo remontó el resultado catorce días después, cuando vencieron por un 5-1 accediendo así a la final tras una prórroga.
Además de los otros cuatro integrantes de «La Quinta», (Míchel González», Manolo Sanchís, Rafael Martín Vázquez, y Miguel Pardeza, que no llegó a afianzarse en el primer equipo), formó parte de esta generación el goleador mexicano Hugo Sánchez, procedente del Atlético de Madrid: fue uno de los mejores goleadores que ha pasado por la historia del club, y junto a Rafael Gordillo, Paco Buyo, Juanito Gómez, Fernando Hierro, y Bernd Schuster crearon un equipo casi imbatible denominado como «La Quinta de los Machos» que consiguió además el récord histórico de anotación en un campeonato de Liga con 107 goles, que se mantuvo insuperado hasta la temporada 2011-12. El mandatario Luis de Carlos se retiró de la presidencia antes de concluir su segundo mandato por causa de su avanzada edad en 1985 y fue sucedido por Ramón Mendoza. Pese a contar con una gran generación de futbolistas que dominaron en España durante esa década, Mendoza no pudo tampoco conseguir la ansiada séptima Copa de Europa, quedando en 1988 a solo un paso de disputar la final tras caer eliminado en semifinales por el Philips Sport Vereniging, futuro campeón de aquella edición, en la llamada «Noche negra de Eindhoven». Se quebró así de nuevo la ilusión de conquistar el máximo entorchado continental, que se resistía ya desde hacía veinte años.
Esta generación, considerada por muchos aficionados como la mejor formación de canteranos que ha dado el club, cerraba unos gloriosos años que dejaban paso a la etapa reciente del club, donde su dominio enflaqueció, para vivir los años de mayor disputa futbolística vividos en España desde los primeros años del siglo xx.

#### Máxima competencia y contiendas a nivel nacional

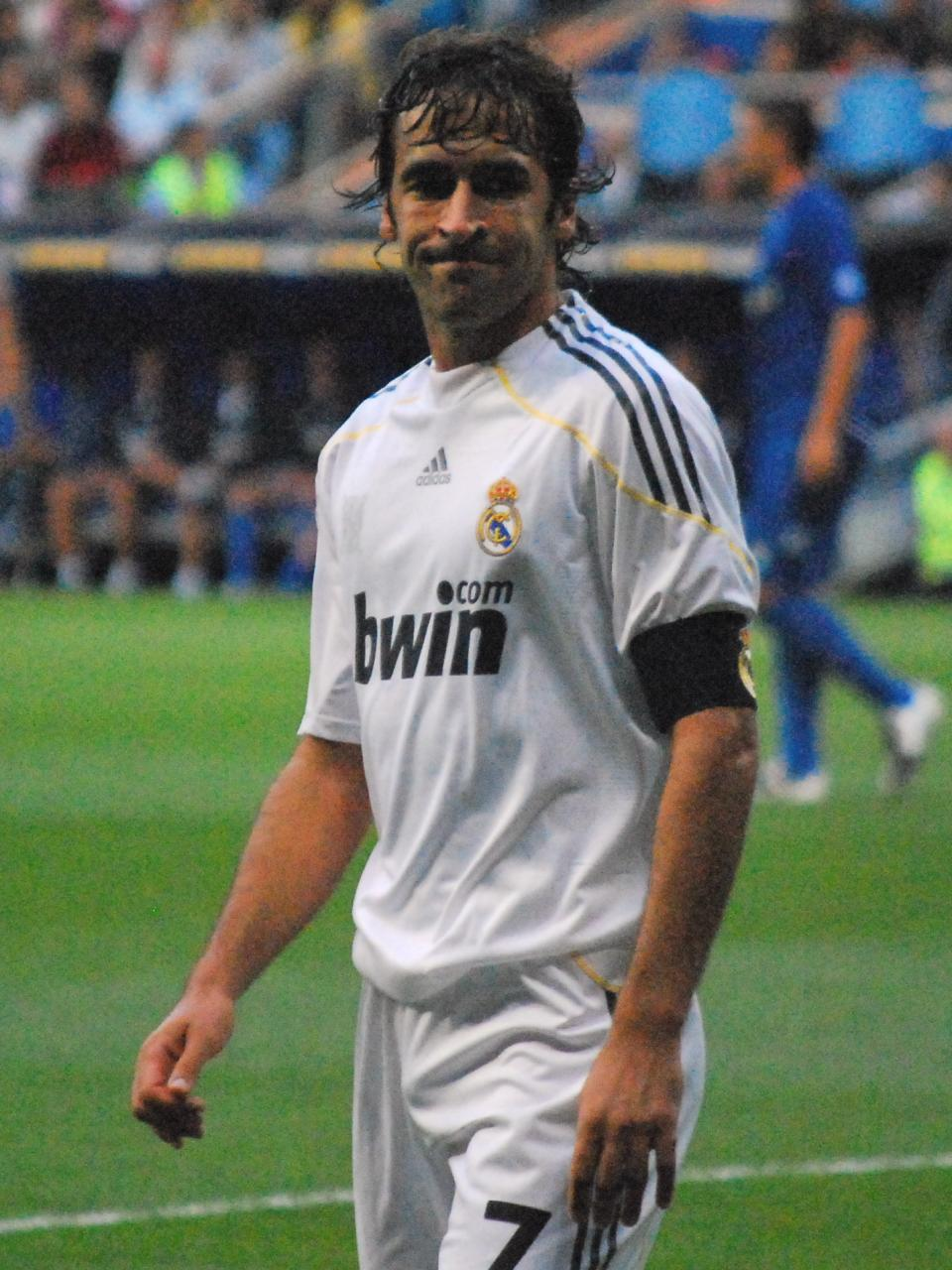
Raúl fue el relevo generacional y futbolístico de Butragueño, ambos con el número 7 como dorsal, y representantes de dos de las mejores generaciones de canteranos que ha formado el club.

Con la nueva década, de nuevo se pierde un pedazo del madridismo. El polémico y carismático exfutbolista del club Juan Gómez Juanito, símbolo blanco durante más de diez años, falleció en otro accidente de tráfico el 2 de abril de 1992 cuando regresaba a la ciudad extremeña de Mérida. Allí entrenaba al equipo de la ciudad. El accidente ocurrió poco después de presenciar un partido frente al Torino Football Club de la Copa de la UEFA. El jugador, como muestra de su gran afecto y afición al club, acudió al encuentro que supuso además el regreso al Santiago Bernabéu de su excompañero y gran amigo Martín Vázquez, que militaba en el equipo italiano. Su gran casta en el terreno de juego, sería recordada desde entonces cada minuto 7 de partido en el estadio blanco.
El equipo queda dañado por la circunstancia, y el «punch» que le hizo tener un dominio abrumador en España se ve mermado. No se consigue rematar en las grandes oportunidades que se presentan de conquistar títulos, lo que unido al buen momento que atravesaba su rival deportivo, el F. C. Barcelona dirigido por Johan Cruyff hacen que el club pierda dos Ligas en la disputa del último partido de la temporada frente a, cosas del destino, el mismo club: el Club Deportivo Tenerife en las que fueron bautizadas como «las Ligas de Tenerife» (1992 y 1993). Se ganó una Copa del Rey en la temporada 1992-93, que fue, sin que nadie imaginase vaticinarlo, la que iniciase una larga sequía en esta competición que perduró hasta dos décadas.
Mientras el gran equipo de «La Quinta del Buitre» se disolvió con la marcha de Butragueño, Martín Vázquez, Hugo Sánchez y Míchel del conjunto blanco para dar paso a una nueva generación, otro gran jugador de la historia blanca surgió de la cantera: Raúl González. Con unos registros goleadores que asombraron a todos los empleados del club, el joven delantero fue ascendiendo rápidamente por las categorías inferiores del club, hasta convertirse bajo la dirección técnica del exjugador Jorge Valdano en el jugador más joven en debutar con la camiseta blanca en toda la historia. En su debut frente al Real Zaragoza, en La Romareda, no defraudó, y pese a no marcar, fue un constante peligro para la portería rival. El jugador madrileño pudo resarcirse de las múltiples ocasiones erradas en la siguiente jornada del campeonato de Liga frente al máximo rival: el Atlético de Madrid, el mismo equipo que decidió disolver sus categorías inferiores cuando Raúl solo contaba con quince años, permitiendo así que el jugador recalase en las categorías inferiores del conjunto madridista.
Tras una profunda reestructuración deportiva, en la temporada 1994-95, el Madrid volvió a ganar la Liga gracias a los fichajes de Michael Laudrup, José Emilio Amavisca y Fernando Redondo, procedente del C. D. Tenerife. Además destacó la faceta goleadora de Iván Zamorano que fue el «pichichi» de la competición con veintiocho goles. El delantero chileno le marcó un triplete al F. C. Barcelona, en un encuentro que acabó ganándose por 5-0.
Sin embargo, en la temporada siguiente salen de la cantera otras de las grandes perlas blancas: José María Gutiérrez Guti y Álvaro Benito. Pese al gran refuerzo de los talentosos zurdos, la marcha del equipo no es todo lo buena que cabía esperar y Jorge Valdano fue despedido mientras Ramón Mendoza dimitía del cargo por los malos resultados deportivos y la enorme deuda que acumulaba el club. Fue sucedido por Lorenzo Sanz en 1995. Se culminó esa temporada alejados de los primeros puestos de Liga, por lo cual no disputó ninguna competición europea por segunda vez en su historia desde que se instaurasen esos torneos. Después de unas esperanzadoras contrataciones de nuevos futbolistas como Davor Šuker, Peđa Mijatović, Roberto Carlos, Clarence Seedorf o Christian Panucci, «los blancos» ganaron la Liga 1996-97 dirigidos por el técnico italiano Fabio Capello que deslumbró a Europa con la A. C. Milan en los primeros años de la década. Pese a ello, su fuerte carácter le hizo tener discusiones y conflictos con el presidente, y abandonó el club al finalizar la temporada. Fue sucedido en el cargo por el alemán Jupp Heynckes pese a que había conquistado la Liga con el récord de puntos hasta la fecha.

### La llegada de Florentino Pérez. El mejor club delsigloXX

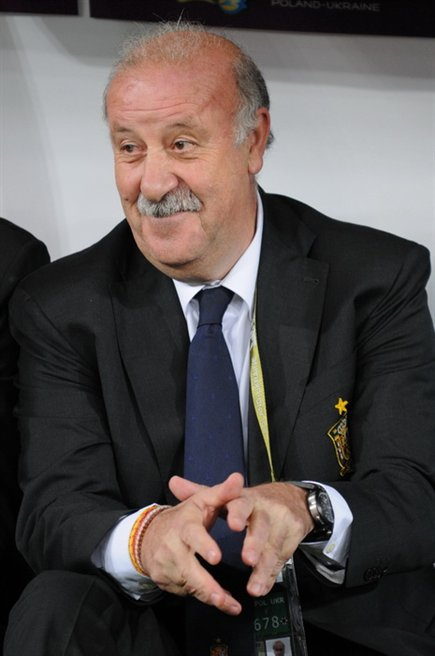
Vicente del Bosque, exjugador y exentrenador del Real Madrid.

Con el equipo de nuevo en competición europea y bajo las órdenes del técnico alemán, el equipo merengue consiguió conquistar el máximo torneo continental de Europa después de perseguirlo durante los últimos treinta y dos años. La séptima Copa de Europa —renombrada desde la edición 1992-93 como Liga de Campeones— llegó a las vitrinas blancas tras vencer en la final a la Juventus Football Club gracias a un solitario gol de Peđa Mijatović, lo que además sirvió para resarcirse frente al conjunto italiano que dos años antes había sido su verdugo en los cuartos de final.

Pese a la soñada hazaña, el club obtiene una mala clasificación en Liga, por lo que el presidente decide despedir tan solo seis días después a Heynckes, demostrando así la alta exigencia que atravesaba el banquillo blanco.
Le relevó Guus Hiddink, quien llevó al club a alzar su segunda Copa Intercontinental, pero fue destituido en febrero por los malos resultados conseguidos en la Liga. El banquillo madridista empezó a ser demasiado inestable, hasta que llega a él en noviembre de 1999 el salmantino Vicente del Bosque. Como exjugador, era un gran conocedor del club y consigue asentar una filosofía que hace que el club vuelva a ser el dominador de Europa. Se vivió así la tercera época dorada del club.
Sabedor de la importancia histórica de la cantera, dio confianza al joven y prometedor portero Iker Casillas —quien debutó gracias a John Benjamin Toshack en un partido frente al Athletic Club en «La Catedral» con apenas dieciocho años—. Desde aquel día empezó una carrera que le llevó a convertirse en el mejor portero del mundo, considerado por la FIFA y la IFFHS. De la mano del técnico español se logró conquistar la octava Copa de Europa en el año 2000 tras derrotar por 3-0 al Valencia C. F. en una histórica noche de París en la que por primera vez en la final de la competición se enfrentaron dos equipos del mismo país.
Cabe destacar que para llegar a la final el club eliminó en cuartos de final al vigente campeón, el Manchester United Football Club por 2-3 en Old Trafford, con una gran actuación de Raúl y Fernando Redondo.
En cuanto al plano baloncestístico, el club, que vio mermada su supremacía en España y Europa, consiguió mantener la línea de buenos resultados y se alzó con su octava Copa de Europa y con dos nuevas Recopas de Europa (1992 y 1997) convirtiéndose en ambas competiciones en el equipo europeo más laureado. No obstante, en 1998 se especuló con la posibilidad de suprimir la sección debido a las grandes pérdidas financieras que esta generaba, algo que finalmente no ocurrió.

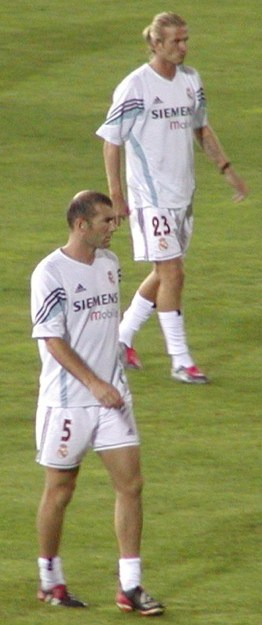
Zinedine Zidane y David Beckham, dos de los máximos exponentes del club en la época.

Con el club de nuevo en lo alto del fútbol mundial, el 16 de julio del año 2000 se celebraron nuevas elecciones presidenciales. Sanz perdió en su reelección ante Florentino Pérez, que a partir de este momento se convirtió en el decimoquinto presidente de la entidad con las promesas de acabar con la gran deuda económica del club y llevarlo a ser el equipo referencia en el mundo —tal y como sucedió durante el mandato de Santiago Bernabéu—, y la de fichar a Luís Figo —emblema y capitán del F. C. Barcelona—.
El portugués fue uno de los artífices para que el equipo conquistase la Liga 2000-01 junto a Raúl, «pichichi» del campeonato con 24 goles.
Desde entonces el club siguió la política de contratar a los mejores jugadores del mundo para dar mayor proyección e ingresos al club. Esa política siguió con el fichaje del mediapunta francés Zinedine Zidane, el delantero brasileño Ronaldo y el centrocampista inglés David Beckham —apodados por la prensa como «Los galácticos», sobrenombre que nunca fue del agrado ni de los jugadores ni del club—. Eso ayudó a convertir de nuevo al equipo en uno de los más prestigiosos del mundo junto a una nueva remesa de canteranos. La mezcla de ambas generaciones acuñó el término de «Zidanes y Pavones», pronunciado por el presidente Florentino Pérez quien dijo era una de las esencias históricas del club:

“En el club históricamente siempre han convivido los mejores jugadores del mundo con los jugadores provenientes de la cantera, los "Zidanes" y los "Pavones". [...] Lo único que he hecho es seguir el camino que nos marcó Santiago Bernabéu: grandes jugadores de los mejores del mundo (Di Stéfano), los mejores de España (Amancio) y, con ellos, los que se forman en la cantera (Raúl)”
Florentino Pérez. 9 de junio de 2009. Madrid.

Se trabajó con gran efecto y el equipo ganó dos Ligas y la novena Copa de Europa en 2002, el año del Centenario, frente al Bayer Leverkusen Fußball por 2-1, gracias a un gol histórico de volea de Zidane y a la actuación de Casillas en los últimos instantes del encuentro. En las semifinales el equipo eliminó previamente al F. C. Barcelona con una gran actuación en el Camp Nou.
Posteriormente alzó la Supercopa de Europa, único título europeo que le faltaba —ya que la Recopa de Europa dejó de existir en 1999—, y la Copa Intercontinental. Los nuevos éxitos internacionales y las nuevas estrellas del equipo llevaron al club a alcanzar una proyección inimaginable años atrás, llegando a lugares tan remotos como Asia, especialmente en China y los Emiratos Árabes, o en Estados Unidos con una cultura futbolística aún en un período emergente y de poca tradición, pero de un poder ecomómico altísimo.
Encaminado en esa línea el club inició extensas y numerosas giras para proseguir con la expansión de la entidad llegando a sus más altos registros económicos y de popularidad que se vieron reforzados con numerosos acuerdos entre los que destacó la venta de la Ciudad Deportiva del Paseo de la Castellana, merced a la cual el club llevó a cabo años después uno de sus más ambiciosos proyectos: la construcción de la Ciudad Real Madrid.
El buen devenir del centenario dio paso a una etapa de tres años consecutivos sin títulos y malos registros como el de perder cinco partidos consecutivos, la peor racha de la historia liguera del club. Provocados por una mala reconstrucción deportiva y la inestabilidad establecida entre los entrenadores, donde en dieciocho meses llegaron a pasar por el banquillo hasta cuatro entrenadores, afectaron a la entidad. Una temprana eliminación en la Copa del Rey, en la Copa de Europa, y una derrota frente al R. C. D. Mallorca en Liga, propiciaron la dimisión de Florentino y la entrada en la posiblemente peor etapa institucional del club.
Con Ramón Calderón en la presidencia tras unas polémicas elecciones por un presunto amaño en los resultados, la entidad acució una fuerte crisis. Pese a lograr importantes títulos como «La Liga del clavo ardiendo» o la «Liga Cesarini», logradas de manera imprevista por la desventaja con sus rivales y con remontadas en los últimos últimos instantes de cada partido, en la llamada «zona Cesarini», se produjo un hecho inusual en un acto institucional del club —correspondiente a la Asamblea Extraordinaria—: la entrada de presuntos ultras en ella. Este hecho, la controversia de las elecciones ganadas, y otros factores forzaron la dimisión de Calderón en enero de 2009. Fue sucedido por Vicente Boluda, quien organizó la transición hacia el regreso a la presidencia de Florentino Pérez. La demanda popular en el ambiente madridista le vio como el único capaz de redirigir el rumbo del club.

### Máxima expansión mundial; un club universal

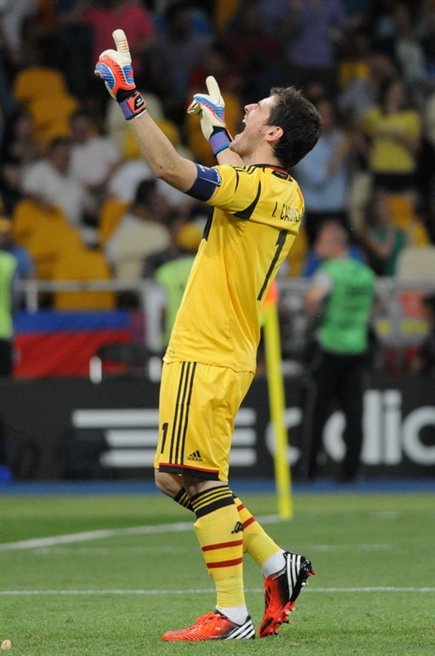
Iker Casillas dejó el club tras 725 partidos y 19 títulos en 16 temporadas en el primer equipo.

La temporada 2009-10 se inició con elecciones a la presidencia en las que Florentino Pérez fue el único candidato al puesto. Tras ellas llegaron al club Cristiano Ronaldo —que fue el desembolso más grande realizado hasta la fecha por un jugador—, «Kaká», Karim Benzema y Xabi Alonso, además de recuperar a Álvaro Arbeloa y Esteban Granero —formados en la cantera—, para españolizar una plantilla demasiado internacionalizada en la última década. En lo deportivo no hubo títulos y se acusó nuevamente una temprana eliminación en la Liga de Campeones por sexta vez consecutiva con la que se perdió la condición de «cabeza de serie» de la competición. Llegó así José Mourinho con el objetivo de conquistar la Copa de Europa —que venía de lograr con el F. C. Internazionale—; mientras que abandonaron el club dos jugadores emblemáticos: Raúl González y José María Gutiérrez Guti, dos de las últimas "perlas" de la cantera.
Tras varios años de incertidumbre se trazó al fin un proyecto deportivo firme a largo plazo. El buen trabajo realizado se vio truncado por uno de los mejores equipos en la historia del F. C. Barcelona, con el cual mantuvo algunos de los mayores y más disputados encuentros que se recuerdan desde hace tiempo, en el que el equipo blanco puso todo su esfuerzo en intentar destronar al equipo catalán como dominador del momento del fútbol español —torna que no sucedía desde los primeros años en la historia del fútbol español—. Ambos conjuntos lograron registros nunca vistos en España, y se desmarcaron notablemente del resto de equipos del país acuñando el término de «bipartidismo» o de «liga escocesa», porque en ella desde hace años tan solo dos equipos dominan lo más alto.
Trabajando por recuperar la hegemonía en España y el crédito en Europa mermado en los últimos años, el club hizo un gran esfuerzo por asentar las bases del nuevo proyecto con la llegada de varios fichajes de futuro y así, tras dieciocho años, conquistó la Copa del Rey de 2010-11 merced a un gol de Cristiano Ronaldo en la primera parte de la prórroga frente al F. C. Barcelona, lo que supuso el primer título del nuevo proyecto deportivo. Dando un paso más, se le otorgó al técnico el control de toda la parcela deportiva, hecho sin precedentes en España y en el club. El acierto se ve reflejado al batir tres marcas inéditas en España: el de mayor número de goles en una temporada de Liga y en una temporada completa, con 121 y 174 goles respectivamente, vencer su trigésimo segunda Liga con un récord histórico de cien puntos, y ser el equipo que más victorias a domicilio consiguió con dieciséis. El club consigue también cambiar la tónica en Europa llegando a disputar tres semifinales consecutivas de la Liga de Campeones recuperando la condición de «cabeza de serie», al tiempo que la sección de baloncesto lograba el subcampeonato de Europa.
Pese al camino emprendido, el técnico portugués no continuó en el club con el trasfondo de las discrepancias del técnico con la prensa española, que dieron finalmente con su marcha tras acordar con el presidente que era lo mejor para ambas partes. Se cierra así el primer y único proyecto fuerte de la entidad desde hacía una década. En total, el club consiguió levantar un total de tres títulos en tres años en contraposición a los siete años anteriores donde nueve entrenadores distintos levantaron únicamente cuatro títulos.
El italiano Carlo Ancelotti y el adjunto Zinedine Zidane —quien regresaba al club— asumieron el control de todas las cuestiones referentes al primer equipo, empezando un proyecto con un marcado carácter de futuro —reseñable por la llegada de futbolistas jóvenes o de cantera y continuistas de la españolización iniciada años atrás—. Jugadores como Francisco Alarcón Isco, Asier Illarramendi, Jesé Rodríguez, Nacho Fernández, Casemiro o Gareth Bale —todos ellos jóvenes y con proyección— encabezaron una revolución deportiva en la que el club obtuvo la mayor cantidad de ingresos por ventas en toda su historia.
La circunstancia del movimiento económico —igualmente acontecida en el fútbol inglés— suscitó controversias debido a las nuevas bases que se intentan asentar en el fútbol por parte del máximo organismo futbolístico europeo en cuanto al «juego limpio financiero», pero fueron acalladas por el mismo presidente de la UEFA Michel Platini ya que no entran en conflicto al ser cantidades generadas en ingresos por el propio club. No en vano, el club registró un balance de beneficios positivo en el ejercicio 2012-13 de 36,9 millones tras sumar unos ingresos de 520,9 millones, superando el récord de una entidad deportiva establecido por el propio club el año anterior.

#### La hegemonía internacional con Cristiano Ronaldo

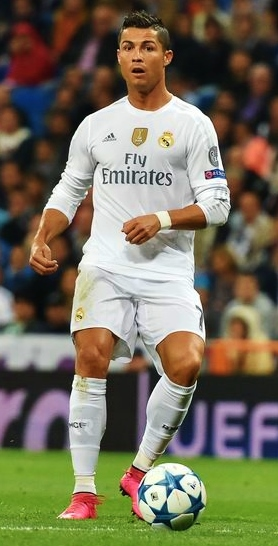
Cristiano Ronaldo se convirtió en siete temporadas en el máximo goleador de la historia del club.

La conquista de un nuevo título de Copa del Rey de nuevo frente al F. C. Barcelona, fue secundada por la décima Copa de Europa tras derrotar al vecino rival, el Atlético de Madrid por 4-1 en la prórroga, a la que se llegó por un gol de Sergio Ramos en el descuento del tiempo reglamentario. La final fue la primera que enfrentó a dos conjuntos de la misma ciudad e imposibilitó que su máximo rival alzase su primer título de esa competición. En ella anotó también Cristiano Ronaldo —que estableció un nuevo récord en la competición con diecisiete goles marcados en una misma edición por un jugador—. Meses después corroboró el éxito del modelo deportivo con dos nuevos títulos internacionales y tras firmar la mejor racha histórica de victorias consecutivas de cualquier club español con veintidós en todas las competiciones oficiales. La Supercopa de Europa y la Copa Mundial de Clubes, le situaron como el club europeo más laureado a nivel internacional, y como el primero a nivel mundial apenas dos años después tras conquistar nuevamente el triplete internacional, ya con Zinedine Zidane como primer entrenador.
La sección de baloncesto alcanzó de nuevo la final de la Euroliga, sin embargo perdida por segunda vez consecutiva, privando al club de lograr el doblete europeo en ambas secciones. Pese al resultado, la institución logró situar de nuevo a sus dos secciones en lo alto del panorama internacional.
La nueva normativa UEFA sobre la inclusión en los equipos profesionales de un número mínimo de jugadores nacionales y formados en las categorías inferiores del propio club para participar en competiciones europeas, propició que el club se reforzase en lo sucesivo con la vuelta de jugadores canteranos como Lucas Vázquez, Kiko Casilla, Álvaro Morata, o Marcos Llorente, y nacionales como Marco Asensio, Dani Ceballos o Jesús Vallejo para enfrentar esta medida. En cuanto al apartado de bajas, se produjeron las salidas de dos canteranos, la del capitán Iker Casillas tras veinticinco temporadas como madridista y ser uno de los jugadores más laureados y carismáticos de la historia blanca; y la de Álvaro Arbeloa, uno de los jugadores que más profesó su madridismo públicamente llegando a ser considerado como uno de los grandes mitos del club tras doce temporadas y ocho títulos. Ambos fueron dos de los jugadores internacionales del club que consiguieron proclamarse vencedores de las Eurocopas de 2008 y 2012 y de la Copa Mundial de 2010 de selecciones y conseguir el «triplete» con España.
La sección de baloncesto consiguió unos registros históricos en su trayectoria tras lograr cuatro títulos en una misma temporada entre los que destacó finalmente la novena Copa de Europa. Esta, la primera bajo el actual formato de Euroliga y tras disputar su tercera final consecutiva, completó la tercera triple corona de su palmarés y su undécimo doblete nacional. Completó el repóquer de títulos la conquista de la Copa Intercontinental FIBA, su quinto campeonato mundial, para ser el club al mismo tiempo campeón mundial vigente en ambas disciplinas. Con posterioridad, el que fue una de las mayores figuras de la sección, Pedro Ferrándiz, fue nombrado socio de honor de la entidad, la más alta distinción individual entregada por el club por su labor para con el club durante su trayectoria.
Con ocho títulos desde su llegada como entrenador, Zidane se convirtió en el segundo técnico más laureado de la historia del club tras los catorce títulos conquistados por Miguel Muñoz, e igualar los logrados de Luis Molowny.

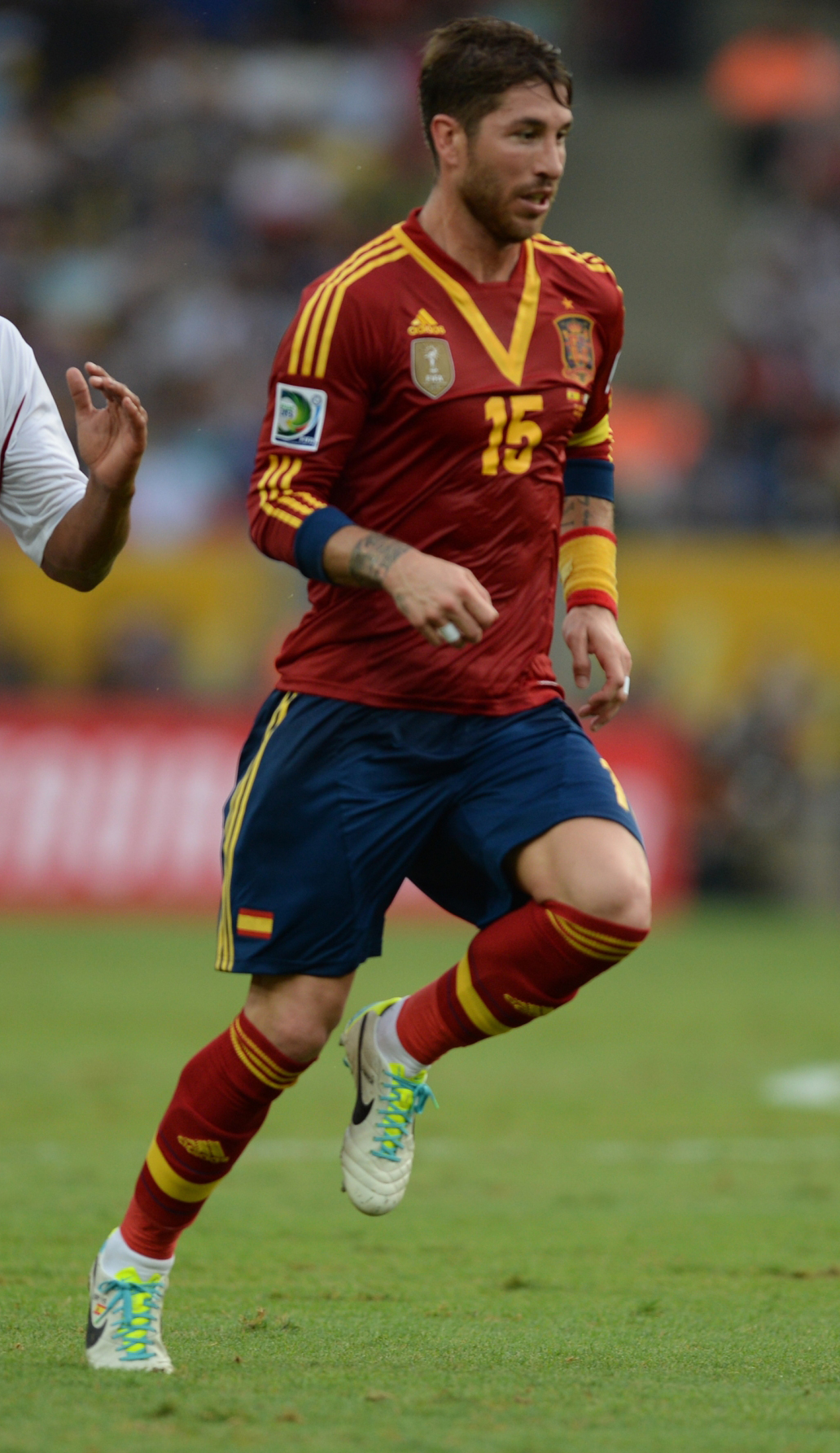
Sergio Ramos, capitán del equipo desde 2015 y jugador en activo con más partidos del club.

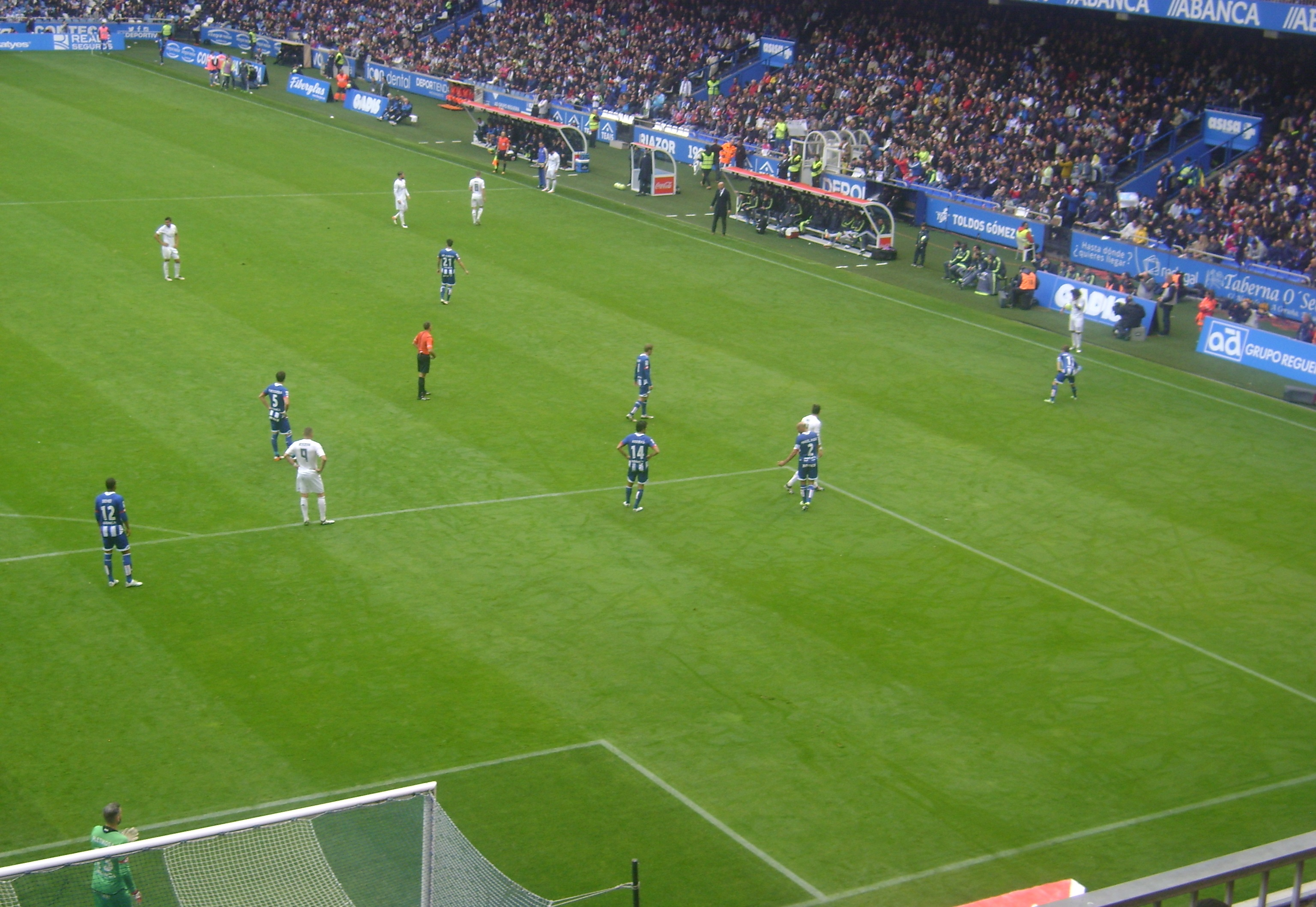
Partido disputado entre el Deportivo de La Coruña y el Real Madrid durante la temporad 15/16.

Durante estos años del segundo mandato en el club de Florentino Pérez, se trabajaron y gestionaron diversas iniciativas para consolidar el modelo de club, ya no solo a nivel nacional o europeo, sino universal, línea que se estableció históricamente con la expansión de los años 1950. Así, numerosos patrocinios, firmas, giras, eventos, la Fundación Real Madrid y nuevas áreas de la entidad entre otras medidas sirvieron para incrementar la imagen del club. Secundados por los éxitos deportivos, se marcó una línea de trabajo para reforzarse como una de las entidades más valoradas y reconocidas del mundo además de consolidar la confianza en jóvenes futbolistas de gran proyección con vistas al permanente crecimiento institucional. Durante este período destacaron entre otros asuntos la emisión de la televisión del club en abierto y por internet, así como acuerdos de marca con empresas globales como Microsoft o International Petroleum Investment Company (IPIC), y que entre otros situaron al club como una de las entidades deportivas con mejor valor de mercado e ingresos del mundo y la primera en el ámbito futbolístico.
La dinámica deportiva, reflejo de la buena salud de la entidad en todos los ámbitos, le permitió lograr varios registros a señalar. Entre ellos destacaron el de sumar ocho presencias consecutivas en las semifinales de la Liga de Campeones, récord histórico de la competición, el de cuarenta partidos consecutivos sin conocer la derrota en todas las competiciones, récord en el fútbol español y octava marca europea, englobando quince de la anteriormente citada competición europea que le llevaron a alcanzar su tercera final en cuatro años, para ser después el primer equipo en revalidar el título bajo el nuevo formato al lograr su duodécima Copa de Europa. Éste llegó junto con el del campeonato de liga, la número treinta y tres, siendo el tercer doblete de tal índole y el primero desde 1958, para cerrar la temporada con un cuadruplete. En la consecución del campeonato doméstico quedó reflejada una de las patentes del equipo blanco: no rendirse hasta el pitido final del encuentro y sumó diecisiete puntos y siete victorias desde el minuto ochenta de partido. Además el club superó la cifra de más de ocho mil en el cómputo de las competiciones nacionales y nueve mil contando las internacionales, mientras que en lo individual, Cristiano Ronaldo se convirtió en el máximo goleador histórico del club al superar la marca de 323 goles establecida por Raúl González en 2010, y ser el primer jugador en la historia del club en alcanzar y rebasar los 400 goles, fijando la nueva marca en 450 goles tras marcharse del club al final de la temporada 2017-18 con una trayectoria histórica en el club. Fue este jugador uno de los máximos referentes de un modelo económico-deportivo criticado en sus inicios.
Su salida y la de Zidane —quien dimitió de su cargo— provocaron el cierre de la segunda mejor etapa deportiva del club y la consecución de varias marcas negativas en su historia: perder la primera final internacional tras 18 años —la Supercopa de Europa ante el Atlético de Madrid— y estar el equipo blanco 481 minutos sin anotar un gol y sin ganar un encuentro liguero tras cinco jornadas. Pese a ello, logró su séptimo Mundial de Clubes, mientras que Luka Modrić sucedió a Ronaldo como mejor jugador del mundo, antes de cerrar la temporada con una semana aciaga en la que el club blanco perdió tres partidos en su feudo que le privó de la lucha de tres títulos aún en liza, la copa, la Liga de Campeones —donde además cosechó su peor derrota como local—, y la liga —finalizada con 18 derrotas—, en la que fue su peor temporadas de los últimos veinte años.

### La inflexión de Kiev y la sección femenina

#### Una lenta y difícil reconstrucción
Para esas últimas jornadas, ya con una vuelta de Zidane al equipo, la entidad se enfocó en una profunda reestructuración deportiva de cara a una nueva temporada, para la que incorporó a jugadores como Luka Jović o Eden Hazard entre otros y mejorar sus últimos resultados. La pérdida de jugadores nacionales en detrimento de los internacionales dificultó la elaboración de la lista para las competiciones UEFA, y la confección de la plantilla. Esto afectó a la planificación deportiva de la temporada y que la anunciada revolución para el nuevo curso no se produjera de inicio, para terminar contando con un equipo prácticamente idéntico al de temporadas pasadas con la misma tónica negativa de resultados. Criticado en medios y afición por no recomponer el equipo titular con nuevos jugadores y no tener una idea clara en su juego, el punto de inflexión que supuso la final de Kiev dejó entrever varios problemas estructurales y de conceptos, más allá del compromiso de unos veteranos jugadores. Pese a reconducir la situación en el campeonato de liga con beneficios resultadistas, en competición internacional no se suplieron esas carencias y firmó el peor arranque del equipo en la Liga de Campeones, tras no ganar ninguno de los dos primeros partidos disputados por primera vez en su historia. Pese a los malos augurios el equipo se revitalizó partiendo de una gran solidez defensiva —causa de muchas críticas al comienzo de la temporada—, con jugadores clave como Casemiro y Fede Valverde, y apoyados de la influencia en ataque de Toni Kroos y Karim Benzema que llevaron al equipo a clasificarse para la fase eliminatoria en Europa y colocarse colíder en el campeonato español.
Recompuesto el equipo tras el punto de inflexión de Kiev que llegó hasta octubre, disputó la renovada Supercopa de España en Arabia Saudita. Tras deshacerse del Valencia C. F. en semifinales en uno de los mejores partidos de la temporada, se enfrentó en la final al Atlético de Madrid en la que fue la decimoséptima ocasión en la que un derbi decidía un título entre ambos. En la tanda de penaltis «los blancos» lograron el título, su número once de la competición y sesenta y cinco a cómputo nacional, y días después lograba encadenar veinte partidos consecutivos sin perder que le colocaron líder del campeonato liguero. Fue previo a la cancelación de las competiciones por parte de la UEFA, la RFEF y la La Liga, debido a un brote del Coronavirus-2 del Síndrome Respiratorio Agudo Grave, una pandemia global vírica que llegó a Europa desde Asia. A medida que diferentes países del continente fueron registrando casos de contagio y fallecimientos, los organismos deportivos comenzaron a tomar medidas preventivas y varios de los partidos programados fueron disputados a puerta cerrada (sin público), o cancelados, para frenar su avance, pero no cesó la preocupación ni los contagios, y se dieron casos en futbolistas y directivos de diversos clubes, incluida la entidad madridista.
Desde su reinicio, y pese a las críticas recibidas al comienzo de la temporada, el equipo venció los diez partidos que quedaban por disputar del campeonato y logró finalizar como campeón. Los medios señalaron al belga Thibaut Courtois como uno de los jugadores clave, al ser el guardameta menos goleado del torneo, y junto a los capitanes Sergio Ramos y Karim Benzema como los más destacados del éxito del equipo. La entidad, a través de su presidente Florentino Pérez, recalcó en numerosas ocasiones la importancia del título debido a las circunstancias vividas, y señaló que quería dedicarlo especialmente a aquellas familias y aficionados que habían perdido a algún ser querido por la pandemia. Cabe destacar este curso al equipo juvenil, dirigido por Raúl González, el cual se proclamó campeón de Europa por primera vez.

#### Éxito en el estreno del equipo femenino
A nivel institucional trabajaba desde hace décadas en ampliar su carácter polideportivo, y anunció en el verano de 2019 la pretensión de fusionar por absorción al Club Deportivo TACON, hecho aprobado en una reunión extraordinaria en septiembre por parte de sus socios, y por la que la entidad pasó a contar con una sección femenina de fútbol, el Real Madrid Club de Fútbol Femenino. Antes, en su estreno como debutantes en la Primera División «las taconeras» jugaron sus partidos como local en la Ciudad Real Madrid, en un marco de colaboración transitoria entre ambos clubes hasta el acuerdo definitivo para la temporada 2020-21. Reforzado el equipo con jugadoras internacionales como las suecas Kosse Asllani y Sofia Jakobsson —ambas medalla de bronce en el Mundial de Francia 2019—, a las ya integrantes y consolidadas Malena Ortiz, Patri Carballo o Gema Prieto y promesas como Lorena Navarro, María Portolés o Ariana Arias, por mencionar algunas, lucharon por el objetivo de mantener la categoría y consolidarse en la élite nacional. Desde el inicio la planificación siguió las mismas pautas que el equipo masculino de compaginar futbolistas contrastados/as con los/as de cantera, algo muy cuidado en ambas secciones.

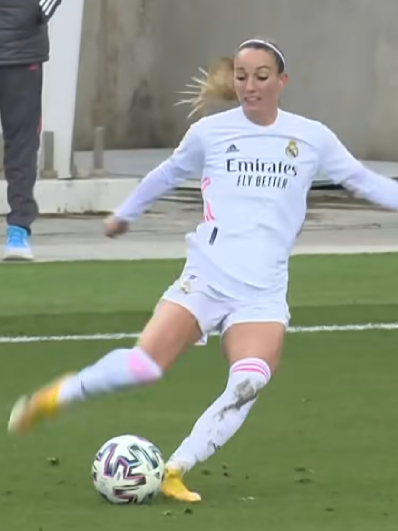
Kosse Asllani, primera goleadora del equipo femenino.

Bajo la presidencia a efecto de Ana Rossell, gran valedora del equipo y principal propulsora del acuerdo de fusión, disputaron la Copa Colombina y el prestigioso trofeo Ramón de Carranza —el cual por primera vez estuvo organizado con partidos exclusivamente femeninos—. En él se enfrentaron al Athletic Club, el club más laureado del campeonato liguero, competición en la que debutaron frente al Fútbol Club Barcelona. El encuentro, disputado el 7 de septiembre en el estadio Johan Cruyff finalizó con una derrota por 9-1, siendo la paraguaya Jessica Martínez —misma que dio el ascenso a las taconeras—, la autora del primer tanto del club en la máxima categoría, tras un pase de Jakobsson. Tras el "sí" de los compromisarios, la citada entidad —integrante de la Primera División de España— pasó así a convertirse en parte de pleno derecho del club en junio de 2020. Antes, instaladas en la Ciudad Real Madrid con un presupuesto estimado de dos millones y medio en su inicio, afrontó su primera temporada en el campeonato liguero con la idea de consolidarse. El club se estrenó como local en la máxima categoría frente al Sporting Club de Huelva en la Ciudad Deportiva de Valdebebas con una victoria por 3-0, la primera en la élite española. La sueca Sofia Jakobsson fue quien anotó el primer tanto del club en su estadio, al aprovechar un mal despeje de la defensa rival. Las otras goleadoras del encuentro fueron la ya mencionada Jessica Martínez y Kosse Asllani, ambas a pase de Jakobsson, quien se situó como máxima asistente del equipo con tres pases de gol en los dos partidos disputados, para participar en todos los goles del equipo hasta la fecha.
El equipo continuó con la aclimatación a la nueva competición y concentró trabajos en solidez y conjunto. Aún acoplando las últimas incorporaciones y fundamentos de base, encajó dos nuevas derrotas denotando la dificultad y trabajo que definirá la temporada y el objetivo de la permanencia. Pese a ello, también se repuso a la adversidad con cinco jornadas consecutivas invicto que le permitieron afrontar el final de la primera mitad del campeonato con mayores garantías. La figura de Jakobsson —nominada al Balón de Oro junto a su compañera Asllani— se convirtió en clave para el equipo, el cual se situó noveno con 16 puntos, a 4 del descenso.
En febrero el equipo femenino disputó por primera vez en su historia la Copa de la Reina, la competición más antigua del fútbol español de la categoría. En ella se enfrentaron en los octavos de final al Rayo Vallecano de Madrid en Valdebebas, al que vencieron gracias a un solitario gol de Jessica Martínez, y fueron eliminadas en cuartos de final por el Athletic Club por 2-1. A diferencia de las competiciones masculinas, la pandemia provocó la cancelación del campeonato, finalizando en décima posición y manteniendo así la categoría antes de hacerse efectiva el 1 de julio la conversión definitiva en la sección femenina de fútbol del club. A ella se incorporaron numerosas jugadoras de gran proyección en España, con el objetivo de ser cuanto antes uno de los equipos referentes del país. Maite Oroz, Teresa Abelleira, Marta Cardona o Misa Rodríguez, por citar algunas, se unieron a los fichajes del curso anterior como referentes del equipo.
La temporada 2020-21 se inició antes en el apartado femenino. El 13 de julio, apenas días después de la oficialización de la sección, se presentó la que fuera la primera plantilla profesional de su historia. Fue por tanto la primera oportunidad en la que el club tuvo dos secciones profesionales en las respectivas máximas categorías del fútbol español.
El 4 de octubre el equipo femenino disputó el primer partido oficial de su historia, correspondiente al campeonato nacional de liga. Su primera alineación estuvo conformada por Misa Rodríguez, Kenti Robles, Ivana Andrés —primera capitana del club—, Babett Peter, Marta Corredera, Tere Abelleira, Aurélie Kaci, Maite Oroz, Marta Cardona, Kosse Asllani y Olga Carmona. Además también debutaron Sofia Jakobsson y Lorena Navarro. El encuentro, disputado frente al Fútbol Club Barcelona en la Ciudad Deportiva de Valdebebas finalizó con un marcador desfavorable de 0-4. Asllani anotó un tanto que hubiera sido el primero de la sección y el momentáneo empate a uno, pero fue anulado por la colegiada por una presunta falta sobre la guardameta rival. Sí se produjo el hecho en la jornada siguiente cuando Asllani cabeceó un centro de Kenti Robles para anotar el 0-1 del encuentro frente al Valencia Club de Fútbol que finalizó con empate a un gol en la Ciudad Deportiva de Paterna. En el derbi del 18 de octubre frente al Rayo Vallecano de Madrid lograron la primera victoria oficial de la sección al imponerse por 3-1 en la Ciudad Deportiva de Valdebebas, y fue la primera de siete victorias en ocho partidos que la auparon a lo alto de la clasificación —al segundo puesto—, dentro de los puestos de acceso a la Liga de Campeones por primera vez en su historia. La sueca Asllani fue la máxima referente al anotar ocho goles con los que se situó como máxima realizadora del campeonato.

#### La irregularidad deportiva de la «vieja guardia» (Actualidad)
Tras afrontar los meses pasados circunstancias atípicas que afectaron a la entidad, contextualizando el plano económico, no hubo grandes cambios respecto a la temporada anterior, afrontando una etapa austera, aun con el mismo objetivo de lograr los mayores éxitos posibles. Sí destacó la vuelta al club de su excapitán Iker Casillas, quien tras retirarse después de cinco años en el Futebol Clube do Porto regresó a Madrid como adjunto al director general de la Fundación Real Madrid, pese a que se especuló con que sería asesor del presidente.
Para la fecha, el equipo masculino comenzó la temporada errático, en lo que parecía un calco del año anterior con actuaciones impropias del nivel que se supone de sus futbolistas. Fue el preludio de un nuevo «Clásico» en el que sin embargo los jugadores mostraron otra actitud y vencieron por 1-3, y que sirvió para revertir momentáneamente la tónica negativa de resultados. Estos tornaron en una etapa decisiva de la temporada en la que el equipo perdió comba con los primeros clasificados del campeonato de liga y quedó a expensas del último encuentro de la fase de grupos de la Liga de Campeones para dilucidar su clasificación. Todo como resultado de una racha en la que únicamente venció uno de cinco encuentros disputados, que volvieron a suscitar serias críticas al equipo y su inmediato futuro, recalcando las dificultades en el período de transición marcado por la final de Kiev de 2018 y por la pandemia vírica.
Tres decisivos encuentros, frente a Sevilla Fútbol Club, Borussia Mönchengladbach y Club Atlético de Madrid, se saldaron con la clasificación a octavos de final del torneo europeo como primero de grupo —vigesimoquinta ocasión que accedió a la fase de cruces en 25 participaciones—, y situarse colíder del campeonato de liga tras vencer ante sevillistas y rojiblancos, constatando una de las esencias del club de no rendirse nunca, saliendo airoso cuando más se le crítica. Los buenos resultados —realizando los mejores partidos del curso—, disiparon las dudas que crearon los pasados resultados adversos. De nuevo como candidato al título, a final de año fue condecorado como el Mejor Club del siglo XXI por Globe Soccer, —reconocimiento que se unía a los ya recibidos del siglo anterior por la FIFA y la IFFHS—, y afrontó un nuevo año, aún con la incertidumbre de la pandemia. Nuevas irregularidades en partidos le alejaron del liderato, antes de disputar una nueva edición de la Supercopa de España y de la Copa del Rey, que trajo un nuevo periodo convulso tras caer eliminado en ambas. La patente ausencia —por diversos motivos— del necesario cambio generacional de la plantilla, fue quizá el principal escollo del rendimiento deportivo del equipo, el cual no llevó no sólo el camino necesario para su rejuvenecimiento y reconstrucción, sino que los mismos jugadores de hace seis años fueron el pilar en el que se sustentó otra temporada más, negando así la progresión de jóvenes apuestas que realizó el club para la transición, pendiente ya desde hacía tres años. Jugadores como Luka Jović, Andriy Lunin o Martin Ødegaard, por citar algunos, quienes recalaron en el club como referentes para años venideros, vieron comprometida su participación y futuro en el club por la escasez de minutos dispuestos pese a contar con la manifiesta y pública confianza del club y el entrenador en un principio, algo que no se materializó durante el curso y que dio con la salida de la mayoría de dichos futbolistas. Sin cambios —pese a muchas especulaciones— se afrontó el resto de la temporada, tres años después de Kiev, momento desde el cual se alarga el cambio generacional, y ya sólo con Liga y Liga de Campeones como competiciones en liza.

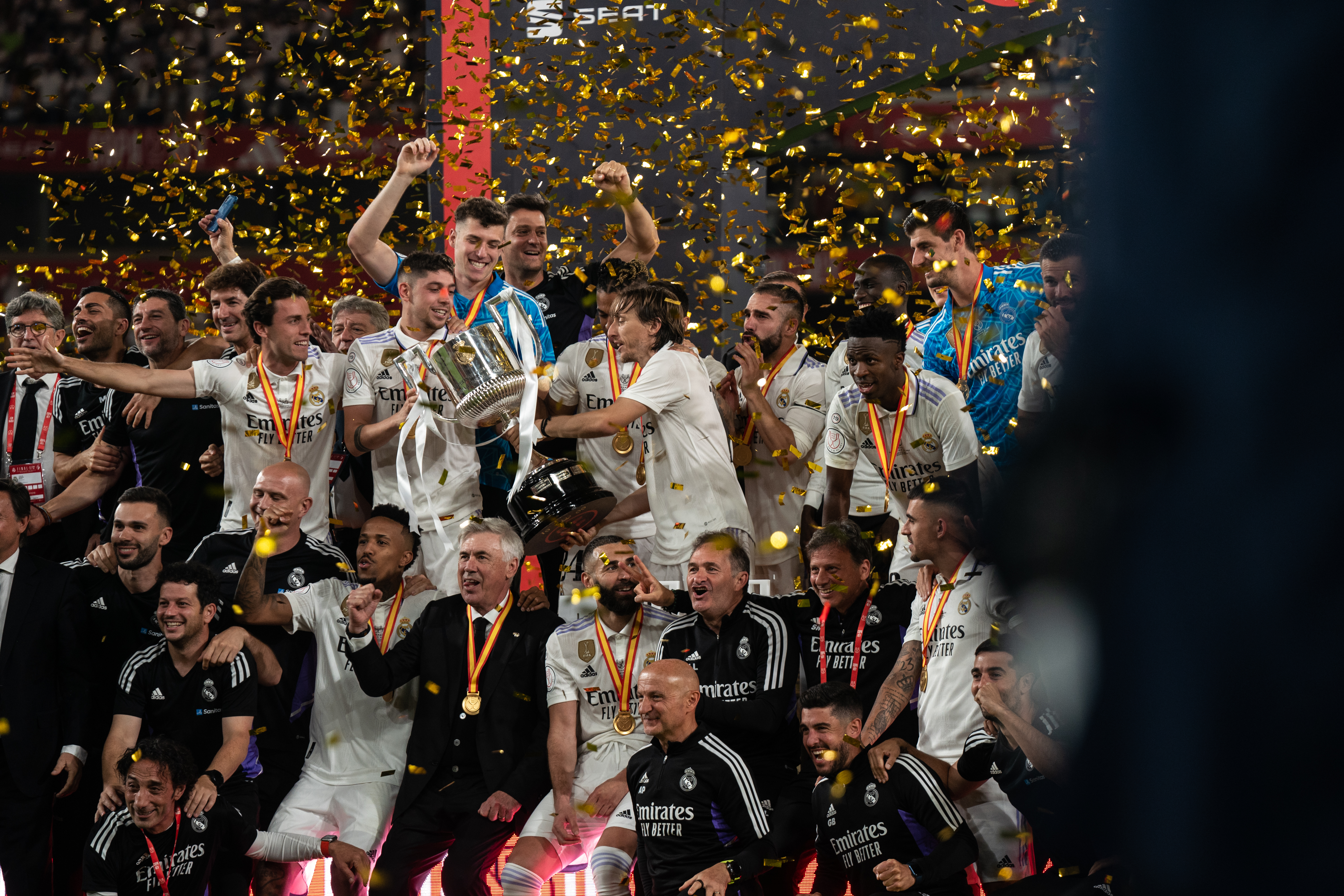

### Camino a nuevos éxitos (Actualidad)
La temporada 2020-21 se inició antes en el apartado femenino. El 13 de julio, apenas días después de la oficialización de la sección, se presentó la que fuera la primera plantilla profesional de su historia. En cambio, el masculino aún estaba por finalizar el curso anterior, tras haber conquistado el título de liga. Fue por tanto la primera oportunidad en la que el club tuvo dos secciones profesionales en las respectivas máximas categorías del fútbol español. Tras afrontar los meses pasados circunstancias atípicas que afectaron a la entidad, contextualizando el plano económico, no hubo grandes cambios respecto a la temporada anterior, afrontando una etapa austera, aun con el mismo objetivo de lograr los mayores éxitos posibles. Sí destacó la vuelta al club de su excapitán Iker Casillas, quien tras retirarse después de cinco años en el Futebol Clube do Porto regresó a Madrid como asesor del presidente.
El 4 de octubre el equipo femenino disputó el primer partido oficial de su historia, correspondiente al campeonato nacional de liga. Su primera alineación estuvo conformada por Misa Rodríguez, Kenti Robles, Ivana Andrés —primera capitana del club—, Babett Peter, Marta Corredera, Tere Abelleira, Aurélie Kaci, Maite Oroz, Marta Cardona, Kosse Asllani y Olga Carmona. Además también debutaron Sofia Jakobsson y Lorena Navarro. El encuentro, disputado frente al Fútbol Club Barcelona en la Ciudad Deportiva de Valdebebas finalizó con un resultado desfavorable de 0-4. Asllani anotó un tanto que hubiera sido el primero de la sección y el momentáneo empate a uno, pero fue anulado por la colegiada por una presunta falta sobre la guardameta rival. Sí se produjo el hecho en la jornada siguiente cuando Asllani cabeceó un centro de Kenti Robles para anotar el 0-1 del encuentro frente al Valencia Club de Fútbol que finalizó con empate a un gol en la Ciudad Deportiva de Paterna. En el derbi del 18 de octubre frente al Rayo Vallecano de Madrid lograron la primera victoria oficial de la sección al imponerse por 3-1 en la Ciudad Deportiva de Valdebebas, y fue la primera de siete victorias en ocho partidos que la auparon a lo alto de la clasificación —al segundo puesto—, dentro de los puestos de acceso a la Liga de Campeones por primera vez en su historia. La sueca Asllani fue la máxima referente al anotar ocho goles con los que se situó como máxima realizadora del campeonato.
El equipo continuó con la buena tónica de resultados, con Asllani y Cardona como referentes, incluida una victoria frente al Atlético de Madrid en el encuentro de la segunda vuelta. Fue la primera victoria frente a «las colchoneras», por 0-1, merced a un tanto de Jakobsson y las destacadas paradas de Misa Rodríguez. En una liga en la que el primer puesto era irremediable para el F. C. Barcelona, las madrileñas lucharon por una de las dos restantes plazas de acceso a la Liga de Campeones. Finalmente, tras arduas jornadas, lograron el subcampeonato de liga y junto al Levante Unión Deportiva y barcelonistas se clasificaron por primera vez en su historia para la disputa de la máxima competición continental.

## Finanzas y propiedad
Fue bajo la primera presidencia de Florentino Pérez (2000-06) en la que el club estableció unos nuevos parámetros de dirección con los objetivos de convertirse en el club de fútbol profesional más valioso del mundo tanto deportiva como económicamente. El club cedió parte de su patrimonio, los terrenos de la Ciudad Deportiva de la Castellana, al Ayuntamiento de Madrid en 2001 a cambio de otros localizados en Valdebebas, y vendió el resto a cuatro corporaciones: Repsol YPF, Mutua Madrileña, Sacyr y Obrascón Huarte Lain. La venta erradicó la deuda del club, allanando el camino para comprar los jugadores más caros del mundo, como Zinedine Zidane, Luís Figo, Ronaldo Nazário o David Beckham entre otros, y que fueron catalogados por la prensa como «los galácticos». La ciudad había revalorizado previamente los terrenos indicados según un nuevo plan de desarrollo aprobado por todos los estamentos competentes, un movimiento que a su vez aumentó su valor. La comisión europea inició una investigación sobre el proceso y para determinar si la ciudad de Madrid pagó un exceso de precio por la propiedad, considerándola entonces una forma de subsidio estatal, que fue finalmente desestimada.
La venta de los terrenos para la construcción de cuatro edificios de oficinas liquidó la millonaria deuda del club y le permitió afrontar altos gastos en contrataciones de jugadores, considerados en su mayoría como algunos de los mejores del mundo, implantando un modelo económico-deportivo. Además, los beneficios de la venta se usaron para construir otro complejo deportivo de formación de vanguardia en las afueras de la ciudad, la citada zona de Valdebebas, denominada como Ciudad Real Madrid. Aunque la política del presidente resultó en un mayor éxito financiero a partir de la explotación del alto potencial de marketing del club en todo el mundo, especialmente en Asia, fue objeto de críticas cada vez mayores por estar demasiado centrado en la comercialización de la marca Real Madrid y no lo suficiente en las actuaciones del equipo.
En septiembre de 2007, el Real Madrid fue considerado como la marca de fútbol más valiosa en Europa por la prestigiosa agencia de publicidad Batten, Barton, Durstine y Osborn, ocupando los primeros puestos en dicha valoración desde entonces, y durante doce años seguidos como la primera hasta el año 2017. Fue incrementando su valor hasta ser la primera entidad deportiva no solo de fútbol sino de cualquier deporte del mundo en 2015 y 2016, superando a otras sociedades norteamericanas que se antojaban inalcanzables, con un valor de 2 990 millones de euros. Se planteó la posibilidad de crear incluso un parque temático propio en los Emiratos Árabes que sin embargo no encontró financiazión.
Su gestión suscitó el interés de grandes firmas empresariales y fue sometido a un estudio por la Universidad de Harvard, la cual concluyó que el Real Madrid es uno de los veinte nombres de marca más importantes del mundo y el único en el que sus activos, los jugadores, son ampliamente reconocidos. Se estima que hay en torno a 450 millones de personas en todo el mundo que siguen al club, mientras que fue la primera sociedad deportiva en alcanzar los 400 millones de euros en ingresos, cifra que incrementó hasta más allá de los 600, y ser el único club en lograrlo durante tres ejercicios consecutivos (2014-16).
Durante la temporada 2009-10, el club ingresó 150 millones de euros a través de la venta de entradas, cantidad más alta en el fútbol hasta la fecha, que junto a otros ingresos permite que pueda asumir ser una de las entidades con una factura salarial más alta (ascendió a 169 millones de euros en 2010). Con el devenir de las temporadas se ajustó a los requisitos UEFA y situó dichos gastos muy por debajo del 70% recomendado por el organismo para considerar que posee una buena salud financiera, mejorando las prestaciones de clubes como el F. C. Barcelona, Manchester City F. C., Arsenal F. C. o Manchester United F. C. por citar algunos. Su ratio de facturación salarial/ingresos fue el mejor de Europa con un 43%, siendo señalado por la revista financiera Forbes como el club de deportes más valioso del mundo en varias ocasiones.
La buena salud económica del club desde entonces queda reflejada en un endeudamiento neto negativo desde 2016, tras ir reduciéndose paulatinamente año a año desde los 327 millones de euros que constaban a fecha de la llegada del mandatario madrileño. De igual modo, su ratio EBIDITA se sitúa en un valor de 0,0 desde 2016, lo que denota su inmejorable solvencia y valor de máxima calidad crediticia para las entidades financieras. Todo esto implica, no una deuda sino una posición de liquidez neta, o que cualquier otro tipo de deuda del club (bruta) es asumible en parámetros de solvencia gracias a su patrimonio y tesorería. Dicho patrimonio es de 533 millones de euros aproximadamente —tras aplicar unos ingresos de 715 millones—, y permite al club hacer frente holgadamente a todos sus compromisos de pago así como disponer de flexibilidad para la toma de decisiones sobre eventuales nuevas inversiones. En el ejercicio 2019-20 la pandemia vírica del COVID-19 provocó una caída en los ingresos de aproximadamente 300 millones, mientras que se contrajo deuda por primera vez en cinco años debido a la negativa repercusión económica que produjo. Un crudo reflejo de la delicada situación actual del fútbol, ante la cual el club supo sobreponerse con una cuidada estrategia, mientras las principales entidades del mundo acumularon pérdidas. Esta déficit, pese a ser asumible por los recursos del club con un ratio deuda/patrimonio de 0.5 puntos por debajo de la máxima solvencia y autonomía financiera que marca el valor 0, hubo de paliarse con nuevos ajustes salariales y nuevas medidas de austeridad hasta la recuperación económica.
| Gráfica de evolución "Deuda Neta de Historia del Real Madrid Club de Fútbol entre 2001 y 2020"                                      |
| |
| Deuda Neta : Deuda Bancaria + Acreedores/Deudores adquisición/traspaso activos – Tesorería. Deuda Neta actual (Año Fiscal 2019-20). |

|  | Gráfico no disponible temporalmente debido a problemas técnicos. |

El futuro económico del club, debido también a los altos gastos que conlleva, sigue dependiendo lógicamente de aportar mayores ingresos. Estos, en boca del presidente del club, son difíciles de aumentar en el contexto actual. Los ingresos ordinarios crecieron al ritmo más bajo de la última década, con un alza interanual de apenas el 0,9 % con trazas de no dar mucho más de sí (si bien hay que contemplar la crisis provocada por la pandemia que situó el presupuesto para 2021 en valores de hace cinco años y cuyos efectos reales están aún por verse). La dirección asume que hay dos partidas importantes en las que poco puede incidir: los derechos de televisión de LaLiga y el market pool de la UEFA, dos de las principales fuentes de ingresos, y es por ello por lo que el club haya apostado por una gran remodelación del estadio Santiago Bernabéu que dote al club de unos 150 millones de euros adicionales cada año. Otra de las medidas fue reestructurar el departamento comercial, quien debería haber repercutido significativamente con los últimos éxitos deportivos —en especial las tres Ligas de Campeones consecutivas—, y en donde sin embargo los ingresos por patrocinio y licencias apenas subieron un 0,4 %.
Refiriéndonos al espacio de maniobra, la mayoría de equipos de Primera División presentan un nivel de endeudamiento elevado debido al peso que tiene la financiación ajena en su estructura financiera. El Club Atlético de Madrid es el equipo que presenta, con diferencia, un mayor nivel de endeudamiento seguido del Fútbol Club Barcelona y del Valencia Club de Fútbol, y deben procurar en los próximos ejercicios no incrementar su deuda. En el lado opuesto, los únicos equipos que muestran un nivel de capitalización adecuado son el Real Madrid, el Sevilla Fútbol Club y el Villarreal Club de Fútbol, puesto que sus fondos propios suponen cerca del 40 % de la estructura financiera por lo que en los próximos ejercicios podrían plantearse incrementar su nivel de endeudamiento para intentar favorecer su rentabilidad financiera, como la remodelación del estadio en el caso de los madridistas. Dicha operación se encuentra dentro de la viabilidad económica pese a los efectos de la pandemia al planificarse unas condiciones favorables de carencia en tres años, es decir, sin acometer ningún pago hasta 2023, fecha en la que ya estará inaugurado y sus ingresos no solo permitirán sufragar esos gastos sino que reportarán altos beneficios. Es por ello que la operación en conjunto no afecta per se al resto de operaciones de balance del día a día del club.

### Popietarios del club. Los socios
Junto con el Athletic Club, el Fútbol Club Barcelona y el Club Atlético Osasuna está organizado como una asociación registrada por sus socios, es decir, cuya entidad jurídica no es la de sociedad anónima deportiva (S. A. D.). Como propiedad de sus socios, son éstos quienes eligen al presidente del club, quien no puede invertir su propio dinero en beneficio de la entidad. y el club solo puede invertir con las ganancias que obtiene principalmente a través de las ventas de productos de mercadotecnia, derechos de televisión, venta de entradas y cuotas de asociación. Por tal motivo y a diferencia de una sociedad anónima, no es posible adquirir acciones del club, reservándose todo derecho en ese sentido a sus socios. Los socios del club forman una asamblea de delegados que es el máximo órgano de gobierno del club, y son los encargados de aprobar las cuentas presentadas por la directiva. Durante la última década se acabó con una deuda que acompañó al club durante casi toda su historia hasta situarla en valores negativos, es decir, asumible ampliamente en parámetros de solvencia a fecha de 2015. Incluso donó cantidades millonarias en ayudas al Estado.

## Celebraciones

### Navidad
Cabe destacar la importancia de la Navidad en la historia del club, pues era tradición disputar partidos en dicha fecha tan señalada.

### Inauguración del Nuevo Estadio de Chamartín
El presidente del club, D. Santiago Bernabéu buscaba nuevas maneras de seguir engrandeciendo al club, y entre sus anhelos como nuevo máximo mandatario (desde 1943), se encontraba la de construir un nuevo estadio, el mejor jamás visto. El crecimiento de la afición al fútbol en el país y en la capital hacía además este cambio necesario. En junio de 1944 formalizó la compra de unos terrenos anexos al antiguo campo del club, el Estadio de Chamartín, para construir la instalación, y finalmente el Nuevo Estadio de Chamartín y oficialmente Estadio Real Madrid Club de Fútbol, fue inaugurado el 14 de diciembre de 1947 con una capacidad para 75 145 espectadores.
Para la señalada fecha el club organizó un encuentro frente al campeón portugués C. F. Os Belenenses en el que los madrileños vencieron por 3-1, ante 70 000 espectadores, siendo Sabino Barinaga el autor del primer tanto en la historia del nuevo estadio. Los otros dos tantos blancos fueron obra de Chus Alonso. Años después, el 4 de enero de 1955, la Junta del club cambió el nombre del campo por el de Estadio Santiago Bernabéu, pese a las reticencias iniciales del mandatario. La gran obra de Bernabéu se completaría más tarde con la Ciudad Deportiva, un centro de entrenamiento independiente del estadio de fútbol que hasta entonces era el lugar habitual para los ejercicios preparatorios.
| 1     | POR   | Daniel Calleja     |     |
| 2     | DEF   | Clemente Fernández |     |
| 3     | DEF   | José Corona        |     |
| 4     | MED   | Guillermo Pont     | 46' |
| 5     | MED   | Juan Antonio Ipiña |     |
| 6     | MED   | Félix Huete        |     |
| 7     | DEL   | Antonio Alsúa      |     |
| 8     | DEL   | Chus Alonso        |     |
| 9     | DEL   | Sabino Barinaga    |     |
| 10    | DEL   | Luis Molowny       |     |
| 11    | DEL   | Pablo Vidal        |     |
| D. T. | D. T. | Jacinto Quincoces  |     |

| 1     | POR   | José Sério         |  |
| 2     | DEF   | Vasco Oliveira     |  |
| 3     | DEF   | António Feliciano  |  |
| 4     | MED   | Mariano Amaro      |  |
| 5     | MED   | Raúl Figueiredo    |  |
| 6     | MED   | Serafim das Neves  |  |
| 7     | DEL   | Manuel Rocha       |  |
| 8     | DEL   | Artur Quaresma     |  |
| 9     | DEL   | Teixeira da Silva  |  |
| 10    | DEL   | Pereira Duarte     |  |
| 11    | DEL   | José Narciso       |  |
| D. T. | D. T. | Alejandro Scopelli |  |

| - | MED | Antonio Ortiz Alonso | 46' |

| 15' · 59' · 88' | Sabino Barinaga Chus Alonso | 1-0 2-1 3-1 |

| 25' | Artur Quaresma | 1-1 |

| Principal | Pedro Escartín |

| 1     | POR   | Daniel Calleja     |     |
| 2     | DEF   | Clemente Fernández |     |
| 3     | DEF   | José Corona        |     |
| 4     | MED   | Guillermo Pont     | 46' |
| 5     | MED   | Juan Antonio Ipiña |     |
| 6     | MED   | Félix Huete        |     |
| 7     | DEL   | Antonio Alsúa      |     |
| 8     | DEL   | Chus Alonso        |     |
| 9     | DEL   | Sabino Barinaga    |     |
| 10    | DEL   | Luis Molowny       |     |
| 11    | DEL   | Pablo Vidal        |     |
| D. T. | D. T. | Jacinto Quincoces  |     |

| 1     | POR   | José Sério         |  |
| 2     | DEF   | Vasco Oliveira     |  |
| 3     | DEF   | António Feliciano  |  |
| 4     | MED   | Mariano Amaro      |  |
| 5     | MED   | Raúl Figueiredo    |  |
| 6     | MED   | Serafim das Neves  |  |
| 7     | DEL   | Manuel Rocha       |  |
| 8     | DEL   | Artur Quaresma     |  |
| 9     | DEL   | Teixeira da Silva  |  |
| 10    | DEL   | Pereira Duarte     |  |
| 11    | DEL   | José Narciso       |  |
| D. T. | D. T. | Alejandro Scopelli |  |

| - | MED | Antonio Ortiz Alonso | 46' |

| 15' · 59' · 88' | Sabino Barinaga Chus Alonso | 1-0 2-1 3-1 |

| 25' | Artur Quaresma | 1-1 |

| Principal | Pedro Escartín |

| 1     | POR   | Daniel Calleja     |     |
| 2     | DEF   | Clemente Fernández |     |
| 3     | DEF   | José Corona        |     |
| 4     | MED   | Guillermo Pont     | 46' |
| 5     | MED   | Juan Antonio Ipiña |     |
| 6     | MED   | Félix Huete        |     |
| 7     | DEL   | Antonio Alsúa      |     |
| 8     | DEL   | Chus Alonso        |     |
| 9     | DEL   | Sabino Barinaga    |     |
| 10    | DEL   | Luis Molowny       |     |
| 11    | DEL   | Pablo Vidal        |     |
| D. T. | D. T. | Jacinto Quincoces  |     |

| 1     | POR   | José Sério         |  |
| 2     | DEF   | Vasco Oliveira     |  |
| 3     | DEF   | António Feliciano  |  |
| 4     | MED   | Mariano Amaro      |  |
| 5     | MED   | Raúl Figueiredo    |  |
| 6     | MED   | Serafim das Neves  |  |
| 7     | DEL   | Manuel Rocha       |  |
| 8     | DEL   | Artur Quaresma     |  |
| 9     | DEL   | Teixeira da Silva  |  |
| 10    | DEL   | Pereira Duarte     |  |
| 11    | DEL   | José Narciso       |  |
| D. T. | D. T. | Alejandro Scopelli |  |

| - | MED | Antonio Ortiz Alonso | 46' |

| 15' · 59' · 88' | Sabino Barinaga Chus Alonso | 1-0 2-1 3-1 |

| 25' | Artur Quaresma | 1-1 |

| Principal | Pedro Escartín |

| 1     | POR   | Daniel Calleja     |     |
| 2     | DEF   | Clemente Fernández |     |
| 3     | DEF   | José Corona        |     |
| 4     | MED   | Guillermo Pont     | 46' |
| 5     | MED   | Juan Antonio Ipiña |     |
| 6     | MED   | Félix Huete        |     |
| 7     | DEL   | Antonio Alsúa      |     |
| 8     | DEL   | Chus Alonso        |     |
| 9     | DEL   | Sabino Barinaga    |     |
| 10    | DEL   | Luis Molowny       |     |
| 11    | DEL   | Pablo Vidal        |     |
| D. T. | D. T. | Jacinto Quincoces  |     |

| 1     | POR   | José Sério         |  |
| 2     | DEF   | Vasco Oliveira     |  |
| 3     | DEF   | António Feliciano  |  |
| 4     | MED   | Mariano Amaro      |  |
| 5     | MED   | Raúl Figueiredo    |  |
| 6     | MED   | Serafim das Neves  |  |
| 7     | DEL   | Manuel Rocha       |  |
| 8     | DEL   | Artur Quaresma     |  |
| 9     | DEL   | Teixeira da Silva  |  |
| 10    | DEL   | Pereira Duarte     |  |
| 11    | DEL   | José Narciso       |  |
| D. T. | D. T. | Alejandro Scopelli |  |

| - | MED | Antonio Ortiz Alonso | 46' |

| 15' · 59' · 88' | Sabino Barinaga Chus Alonso | 1-0 2-1 3-1 |

| 25' | Artur Quaresma | 1-1 |

| Principal | Pedro Escartín |

### Bodas de Oro del club
En la temporada 1951-52 el club cumplió 50 años desde su fundación, motivo por el cual el presidente D. Santiago Bernabéu organizó distintos eventos para celebrar el acontecimiento, entre los que se incluyó la disputa de un torneo internacional de fútbol. Al citado evento se invitó a equipos de distinto renombre para regocijar aún más los festejos. El club argentino C. A. River Plate fue el primer invitado debido al gran renombre adquirido en años anteriores, pero debido a la mala situación que atravesaba el fútbol en Argentina, con la salida del país de algunos de los mejores jugadores provocado por la huelga futbolística que se atravesaba, éstos remitieron al club blanco a invitar al Club Deportivo Millonarios de Colombia, acreditándole como el mejor equipo de Sudamérica en la época, y que contaba con numerosas estrellas, muchas de ellas argentinas.
Fue así como el C. D. Millonarios participó en el torneo organizado por el club madridista, al que también se invitó al equipo sueco del If. K. Norrköping, gran dominador del fútbol nórdico durante décadas y considerado como uno de los grandes equipos de la época. Con tres de los mejores equipos del panorama futbolístico dio comienzo el torneo el día 30 de marzo. El primer partido entre suecos y colombianos se saldó con un empate a dos goles. El siguiente partido, y el que pasó a recordarse, fue el que disputaron los anfitriones con el club de Colombia.
Con misma fecha se enfrentaron ante 70 000 espectadores. En filas colombianas, algunos de los mejores jugadores de Sudamérica reunidos bajo el seudónimo por el que con su juego y goles fueron recordados: el «Ballet Azul». Por encima de ellos destacaba un joven Alfredo Di Stéfano, argentino de nacimiento, que tras el juego desplegado en el torneo, acabaría militando en el Real Madrid Club de Fútbol, donde se consagraría mundialmente y cambiaría el rumbo de la historia del club.
Los madrileños, que venían de derrotar en su último partido al C. F. Barcelona del húngaro Ladislao Kubala, considerado como uno de los mejores jugadores de la época, en la ciudad condal por 2-4, se vieron sorprendidos por el veloz juego de Millonarios que al descanso vencía por 0-3. Tras la reanudación, un nuevo gol de Di Stéfano, su segundo, impedía la remontada blanca, que pese a ello anotó dos goles, obra de Pedro Arsuaga y Eduardo Sobrado, para un resultado final de 2-4. La posterior victoria del Real Madrid C. F. sobre el If. K. Norrköping por 2-1 gracias a los tantos de Pedro Arsuaga y Luis Molowny daban como vencedor al equipo colombiano. Santiago Bernabéu contactó entonces con Alfonso Senior, máximo mandatario del club «millonario», apelativo del que tomó su nombre oficial, para hacerse con los servicios de Alfredo Di Stéfano.
Resumen
| 1     | POR   | Juan Alonso        |     |
| 2     | DEF   | Joaquín Navarro    |     |
| 3     | DEF   | Joaquín Oliva      |     |
| 4     | DEF   | José María Zárraga | 55' |
| 5     | MED   | José Montalvo      |     |
| 6     | MED   | Pablo Olmedo       | 45' |
| 7     | MED   | Miguel Muñoz       |     |
| 8     | MED   | Eduardo Sobrado    |     |
| 9     | DEL   | Pahiño             |     |
| 10    | DEL   | Luis Molowny       |     |
| 11    | DEL   | Joseíto            | 45' |
| D. T. | D. T. | Héctor Scarone     |     |

| 1     | POR   | Julio Cozzi         |     |
| 2     | DEF   | Raúl Pini           |     |
| 3     | DEF   | Jorge Benegas       |     |
| 4     | MED   | Julio César Ramírez |     |
| 5     | MED   | Néstor Rossi        |     |
| 6     | MED   | Ismael Soria        |     |
| 7     | DEL   | Antonio Báez        |     |
| 8     | DEL   | Alfredo Castillo    |     |
| 9     | DEL   | Alfredo Di Stéfano  |     |
| 10    | DEL   | Adolfo Pedernera    | 45' |
| 11    | DEL   | Reinaldo Mourín     | 45' |
| D. T. | D. T. | Adolfo Pedernera    |     |

| - | MED | Roque Olsen   | 45' |
|   | DEL | Pedro Arsuaga | 45' |
|   | MED | Alonso II     | 55' |

| - | DEL | Alfredo Mosquera | 45' |
|   | DEL | Alcides Aguilera | 45' |

| 61' · 77' | Pedro Arsuaga Eduardo Sobrado | 1-4 2-4 |

| 18' · 34' · 43' · 50' | Alfredo Castillo Alfredo Di Stéfano Antonio Báez Alfredo Di Stéfano | 0-1 0-2 0-3 0-4 |

| Principal | Daniel Zariquiegui |

| 1     | POR   | Juan Alonso        |     |
| 2     | DEF   | Joaquín Navarro    |     |
| 3     | DEF   | Joaquín Oliva      |     |
| 4     | DEF   | José María Zárraga | 55' |
| 5     | MED   | José Montalvo      |     |
| 6     | MED   | Pablo Olmedo       | 45' |
| 7     | MED   | Miguel Muñoz       |     |
| 8     | MED   | Eduardo Sobrado    |     |
| 9     | DEL   | Pahiño             |     |
| 10    | DEL   | Luis Molowny       |     |
| 11    | DEL   | Joseíto            | 45' |
| D. T. | D. T. | Héctor Scarone     |     |

| 1     | POR   | Julio Cozzi         |     |
| 2     | DEF   | Raúl Pini           |     |
| 3     | DEF   | Jorge Benegas       |     |
| 4     | MED   | Julio César Ramírez |     |
| 5     | MED   | Néstor Rossi        |     |
| 6     | MED   | Ismael Soria        |     |
| 7     | DEL   | Antonio Báez        |     |
| 8     | DEL   | Alfredo Castillo    |     |
| 9     | DEL   | Alfredo Di Stéfano  |     |
| 10    | DEL   | Adolfo Pedernera    | 45' |
| 11    | DEL   | Reinaldo Mourín     | 45' |
| D. T. | D. T. | Adolfo Pedernera    |     |

| - | MED | Roque Olsen   | 45' |
|   | DEL | Pedro Arsuaga | 45' |
|   | MED | Alonso II     | 55' |

| - | DEL | Alfredo Mosquera | 45' |
|   | DEL | Alcides Aguilera | 45' |

| 61' · 77' | Pedro Arsuaga Eduardo Sobrado | 1-4 2-4 |

| 18' · 34' · 43' · 50' | Alfredo Castillo Alfredo Di Stéfano Antonio Báez Alfredo Di Stéfano | 0-1 0-2 0-3 0-4 |

| Principal | Daniel Zariquiegui |

| 1     | POR   | Juan Alonso        |     |
| 2     | DEF   | Joaquín Navarro    |     |
| 3     | DEF   | Joaquín Oliva      |     |
| 4     | DEF   | José María Zárraga | 55' |
| 5     | MED   | José Montalvo      |     |
| 6     | MED   | Pablo Olmedo       | 45' |
| 7     | MED   | Miguel Muñoz       |     |
| 8     | MED   | Eduardo Sobrado    |     |
| 9     | DEL   | Pahiño             |     |
| 10    | DEL   | Luis Molowny       |     |
| 11    | DEL   | Joseíto            | 45' |
| D. T. | D. T. | Héctor Scarone     |     |

| 1     | POR   | Julio Cozzi         |     |
| 2     | DEF   | Raúl Pini           |     |
| 3     | DEF   | Jorge Benegas       |     |
| 4     | MED   | Julio César Ramírez |     |
| 5     | MED   | Néstor Rossi        |     |
| 6     | MED   | Ismael Soria        |     |
| 7     | DEL   | Antonio Báez        |     |
| 8     | DEL   | Alfredo Castillo    |     |
| 9     | DEL   | Alfredo Di Stéfano  |     |
| 10    | DEL   | Adolfo Pedernera    | 45' |
| 11    | DEL   | Reinaldo Mourín     | 45' |
| D. T. | D. T. | Adolfo Pedernera    |     |

| - | MED | Roque Olsen   | 45' |
|   | DEL | Pedro Arsuaga | 45' |
|   | MED | Alonso II     | 55' |

| - | DEL | Alfredo Mosquera | 45' |
|   | DEL | Alcides Aguilera | 45' |

| 61' · 77' | Pedro Arsuaga Eduardo Sobrado | 1-4 2-4 |

| 18' · 34' · 43' · 50' | Alfredo Castillo Alfredo Di Stéfano Antonio Báez Alfredo Di Stéfano | 0-1 0-2 0-3 0-4 |

| Principal | Daniel Zariquiegui |

| 1     | POR   | Juan Alonso        |     |
| 2     | DEF   | Joaquín Navarro    |     |
| 3     | DEF   | Joaquín Oliva      |     |
| 4     | DEF   | José María Zárraga | 55' |
| 5     | MED   | José Montalvo      |     |
| 6     | MED   | Pablo Olmedo       | 45' |
| 7     | MED   | Miguel Muñoz       |     |
| 8     | MED   | Eduardo Sobrado    |     |
| 9     | DEL   | Pahiño             |     |
| 10    | DEL   | Luis Molowny       |     |
| 11    | DEL   | Joseíto            | 45' |
| D. T. | D. T. | Héctor Scarone     |     |

| 1     | POR   | Julio Cozzi         |     |
| 2     | DEF   | Raúl Pini           |     |
| 3     | DEF   | Jorge Benegas       |     |
| 4     | MED   | Julio César Ramírez |     |
| 5     | MED   | Néstor Rossi        |     |
| 6     | MED   | Ismael Soria        |     |
| 7     | DEL   | Antonio Báez        |     |
| 8     | DEL   | Alfredo Castillo    |     |
| 9     | DEL   | Alfredo Di Stéfano  |     |
| 10    | DEL   | Adolfo Pedernera    | 45' |
| 11    | DEL   | Reinaldo Mourín     | 45' |
| D. T. | D. T. | Adolfo Pedernera    |     |

| - | MED | Roque Olsen   | 45' |
|   | DEL | Pedro Arsuaga | 45' |
|   | MED | Alonso II     | 55' |

| - | DEL | Alfredo Mosquera | 45' |
|   | DEL | Alcides Aguilera | 45' |

| 61' · 77' | Pedro Arsuaga Eduardo Sobrado | 1-4 2-4 |

| 18' · 34' · 43' · 50' | Alfredo Castillo Alfredo Di Stéfano Antonio Báez Alfredo Di Stéfano | 0-1 0-2 0-3 0-4 |

| Principal | Daniel Zariquiegui |

### Bodas de Plata del Estadio Santiago Bernabéu
Con motivo del veinticinco aniversario de la inauguración del Estadio Nuevo Chamartín, rebautizado décadas antes como Estadio Santiago Bernabéu en honor a la dedicación y labores por el club del entonces presidente, se celebró un nuevo partido frente al Clube de Futebol Os Belenenses, mismo club invitado en 1947 para la inauguración del mismo.
El evento sirvió además como un homenaje al cántabro Paco Gento, retirado la temporada anterior tras permanecer en el club durante dieciocho temporadas consecutivas y haber logrado seis Copas de Europa, más que ningún otro jugador en la historia del torneo. Celebrado en el invierno de 1972, el encuentro tuvo varios hechos destacables. Uno de ellos fue la alineación en el equipo madridista de varios jugadores de renombre, y que fueron rivales del jugador, destacando entre ellas la estrella portuguesa Eusébio da Silva, quien disputó la final de 1962 de la mencionada Copa de Europa. Otros de los invitados fueron el rumano Nicolae Dobrin, el magiar Ferenc Bene, o el yugoslavo Dragan Džajić. Gento disputó la primera media hora del encuentro antes de ser sustituido. Otra de las anécdotas fue que el portero rival, José Manuel Félix Mourinho, era el padre del que años después fue el entrenador del equipo madrileño José Mourinho.
El encuentro finalizó con un resultado de 2-1 favorable a los locales, siendo Paco Gento el autor del primer tanto.

### 75.º aniversario del club
Real Madrid 1-0 Argentina.

### Centenario del club
La final de la Copa del Rey 2001-02 se disputó en el Estadio Santiago Bernabéu el 6 de marzo del 2002, fecha que coincidía con la celebración del Centenario del club madridista, motivo por el cual la Real Federación Española de Fútbol (RFEF) concedió al estadio madridista el honor de celebrar la final de la competición. Durante todo el año natural, el club celebró diversos acontecimientos para rememorar la fecha de fundación del club, entre los cuales destacó la supresión de adornos o marcas publicitarias en la camiseta, quedando esta totalmente blanca, en recuerdo del uniforme que más éxitos llevó a cosechar al club. La coincidencia de la final de la competición española suponía un broche a su fundación, y que además era muy esperada por el club y sus aficionados debido a que era un título que el Real Madrid C. F. no cosechaba desde hacía 10 años.
Por estos motivos el encuentro es recordado como «El Centenariazo» debido a la victoria, a priori contra pronóstico, del Real Club Deportivo de La Coruña, que privó al club madrileño de conquistar el título y celebrar así el día de los cien años de su fundación con un nuevo título. Pese a ello, consiguió resarcirse de la decepción apenas dos meses después al conquistar su novena Copa de Europa poniendo, esta vez sí, un broche de oro al año del centenario.
El partido, al que los gallegos salieron más decididos, pronto se puso en contra para los blancos con dos goles en la primera parte. En la reanudación un gol de Raúl González alentó las esperanzas buscando una de las remontadas que caracterizaron años atrás al feudo madridista. Sin embargo, esta no se llegó a producir en esta ocasión, y con un 1-2 final, el R. C. Deportivo de La Coruña levantaba su segundo título de la competición.
Resumen
| 13    | POR   | César Sánchez      |     |
| 2     | DEF   | Míchel Salgado     |     |
| 4     | DEF   | Fernando Hierro    |     |
| 22    | DEF   | Francisco Pavón    | 46' |
| 3     | DEF   | Roberto Carlos     |     |
| 24    | MED   | Claude Makélélé    |     |
| 6     | MED   | Iván Helguera      |     |
| 10    | MED   | Luís Figo          | 83' |
| 5     | MED   | Zinedine Zidane    |     |
| 7     | DEL   | Raúl González      |     |
| 9     | DEL   | Fernando Morientes | 67' |
| D. T. | D. T. | Vicente del Bosque |     |

| 1     | POR   | José Francisco Molina |     |
| 12    | DEF   | Lionel Scaloni        |     |
| 4     | DEF   | César Martín          |     |
| 5     | DEF   | Noureddine Naybet     |     |
| 3     | DEF   | Enrique Romero        |     |
| 16    | MED   | Sergio González       |     |
| 6     | MED   | Mauro Silva           |     |
| 18    | MED   | Víctor Sánchez        | 88' |
| 21    | MED   | Juan Carlos Valerón   | 62' |
| 10    | MED   | Fran González         | 83' |
| 9     | DEL   | Diego Tristán         |     |
| D. T. | D. T. | Javier Irureta        |     |

| 21 | MED | Santiago Solari | 46' |
| 14 | MED | Guti            | 67' |
| 8  | MED | Steve McManaman | 83' |

| 23 | MED | Aldo Duscher   | 62' |
| 15 | DEF | Joan Capdevila | 83' |
| 8  | MED | Djalminha      | 88' |

| 58' | Raúl González | 1-2 |

| 6' · 38' | Sergio González Diego Tristán | 0-1 0-2 |

| 25' · 65' · 81' | Fernando Hierro Santiago Solari Iván Helguera |

| 10' · 31' · 70' · 90' | Mauro Silva Víctor Sánchez Fran González José Franciso Molina |

| Principal | Mejuto González |

| 13    | POR   | César Sánchez      |     |
| 2     | DEF   | Míchel Salgado     |     |
| 4     | DEF   | Fernando Hierro    |     |
| 22    | DEF   | Francisco Pavón    | 46' |
| 3     | DEF   | Roberto Carlos     |     |
| 24    | MED   | Claude Makélélé    |     |
| 6     | MED   | Iván Helguera      |     |
| 10    | MED   | Luís Figo          | 83' |
| 5     | MED   | Zinedine Zidane    |     |
| 7     | DEL   | Raúl González      |     |
| 9     | DEL   | Fernando Morientes | 67' |
| D. T. | D. T. | Vicente del Bosque |     |

| 1     | POR   | José Francisco Molina |     |
| 12    | DEF   | Lionel Scaloni        |     |
| 4     | DEF   | César Martín          |     |
| 5     | DEF   | Noureddine Naybet     |     |
| 3     | DEF   | Enrique Romero        |     |
| 16    | MED   | Sergio González       |     |
| 6     | MED   | Mauro Silva           |     |
| 18    | MED   | Víctor Sánchez        | 88' |
| 21    | MED   | Juan Carlos Valerón   | 62' |
| 10    | MED   | Fran González         | 83' |
| 9     | DEL   | Diego Tristán         |     |
| D. T. | D. T. | Javier Irureta        |     |

| 21 | MED | Santiago Solari | 46' |
| 14 | MED | Guti            | 67' |
| 8  | MED | Steve McManaman | 83' |

| 23 | MED | Aldo Duscher   | 62' |
| 15 | DEF | Joan Capdevila | 83' |
| 8  | MED | Djalminha      | 88' |

| 58' | Raúl González | 1-2 |

| 6' · 38' | Sergio González Diego Tristán | 0-1 0-2 |

| 25' · 65' · 81' | Fernando Hierro Santiago Solari Iván Helguera |

| 10' · 31' · 70' · 90' | Mauro Silva Víctor Sánchez Fran González José Franciso Molina |

| Principal | Mejuto González |

| 13    | POR   | César Sánchez      |     |
| 2     | DEF   | Míchel Salgado     |     |
| 4     | DEF   | Fernando Hierro    |     |
| 22    | DEF   | Francisco Pavón    | 46' |
| 3     | DEF   | Roberto Carlos     |     |
| 24    | MED   | Claude Makélélé    |     |
| 6     | MED   | Iván Helguera      |     |
| 10    | MED   | Luís Figo          | 83' |
| 5     | MED   | Zinedine Zidane    |     |
| 7     | DEL   | Raúl González      |     |
| 9     | DEL   | Fernando Morientes | 67' |
| D. T. | D. T. | Vicente del Bosque |     |

| 1     | POR   | José Francisco Molina |     |
| 12    | DEF   | Lionel Scaloni        |     |
| 4     | DEF   | César Martín          |     |
| 5     | DEF   | Noureddine Naybet     |     |
| 3     | DEF   | Enrique Romero        |     |
| 16    | MED   | Sergio González       |     |
| 6     | MED   | Mauro Silva           |     |
| 18    | MED   | Víctor Sánchez        | 88' |
| 21    | MED   | Juan Carlos Valerón   | 62' |
| 10    | MED   | Fran González         | 83' |
| 9     | DEL   | Diego Tristán         |     |
| D. T. | D. T. | Javier Irureta        |     |

| 21 | MED | Santiago Solari | 46' |
| 14 | MED | Guti            | 67' |
| 8  | MED | Steve McManaman | 83' |

| 23 | MED | Aldo Duscher   | 62' |
| 15 | DEF | Joan Capdevila | 83' |
| 8  | MED | Djalminha      | 88' |

| 58' | Raúl González | 1-2 |

| 6' · 38' | Sergio González Diego Tristán | 0-1 0-2 |

| 25' · 65' · 81' | Fernando Hierro Santiago Solari Iván Helguera |

| 10' · 31' · 70' · 90' | Mauro Silva Víctor Sánchez Fran González José Franciso Molina |

| Principal | Mejuto González |

| 13    | POR   | César Sánchez      |     |
| 2     | DEF   | Míchel Salgado     |     |
| 4     | DEF   | Fernando Hierro    |     |
| 22    | DEF   | Francisco Pavón    | 46' |
| 3     | DEF   | Roberto Carlos     |     |
| 24    | MED   | Claude Makélélé    |     |
| 6     | MED   | Iván Helguera      |     |
| 10    | MED   | Luís Figo          | 83' |
| 5     | MED   | Zinedine Zidane    |     |
| 7     | DEL   | Raúl González      |     |
| 9     | DEL   | Fernando Morientes | 67' |
| D. T. | D. T. | Vicente del Bosque |     |

| 1     | POR   | José Francisco Molina |     |
| 12    | DEF   | Lionel Scaloni        |     |
| 4     | DEF   | César Martín          |     |
| 5     | DEF   | Noureddine Naybet     |     |
| 3     | DEF   | Enrique Romero        |     |
| 16    | MED   | Sergio González       |     |
| 6     | MED   | Mauro Silva           |     |
| 18    | MED   | Víctor Sánchez        | 88' |
| 21    | MED   | Juan Carlos Valerón   | 62' |
| 10    | MED   | Fran González         | 83' |
| 9     | DEL   | Diego Tristán         |     |
| D. T. | D. T. | Javier Irureta        |     |

| 21 | MED | Santiago Solari | 46' |
| 14 | MED | Guti            | 67' |
| 8  | MED | Steve McManaman | 83' |

| 23 | MED | Aldo Duscher   | 62' |
| 15 | DEF | Joan Capdevila | 83' |
| 8  | MED | Djalminha      | 88' |

| 58' | Raúl González | 1-2 |

| 6' · 38' | Sergio González Diego Tristán | 0-1 0-2 |

| 25' · 65' · 81' | Fernando Hierro Santiago Solari Iván Helguera |

| 10' · 31' · 70' · 90' | Mauro Silva Víctor Sánchez Fran González José Franciso Molina |

| Principal | Mejuto González |